# Galaxie
Pour Notre propre galaxie, voir Voie lactée.
Pour les articles homonymes, voir Galaxie (homonymie).

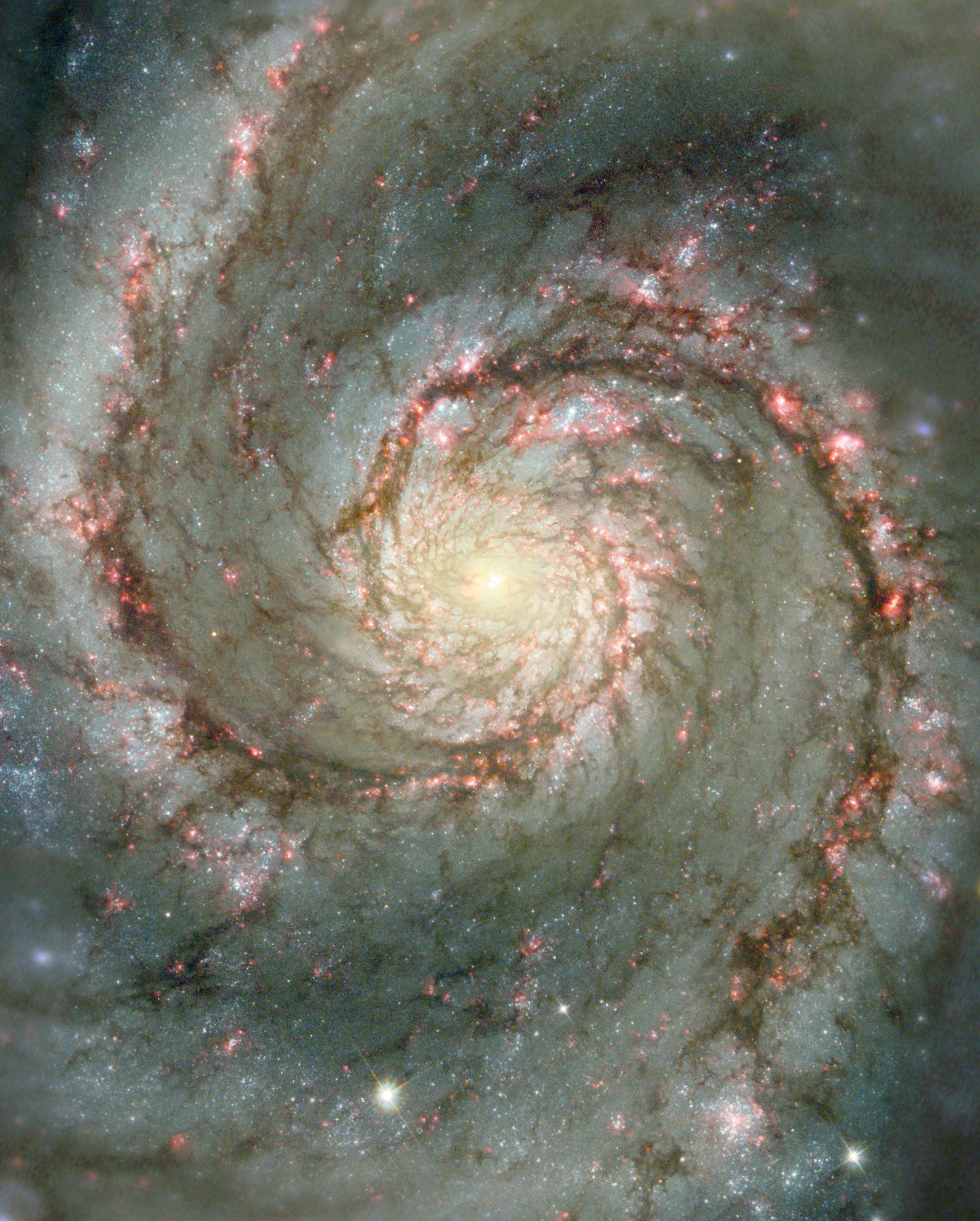
La galaxie spirale M51 (galaxie du Tourbillon).

Une galaxie (du latin galaxias) est une structure cosmique formée d'étoiles, de planètes, de gaz, de poussière interstellaire, sans doute essentiellement de matière noire, le tout rassemblé par l’effet de gravitation de l'ensemble de ces composantes. En leur centre se trouve souvent un trou noir supermassif. Les galaxies sont de formes diverses : spirale, elliptique, à anneau, ou irrégulière. 
Les galaxies appartiennent souvent à des groupes ou à des amas de galaxies, eux-mêmes pouvant se structurer en superamas. Elles ne sont pas des systèmes fermés : elles échangent et interagissent avec le milieu intergalactique et avec les galaxies voisines. 

## Présentation

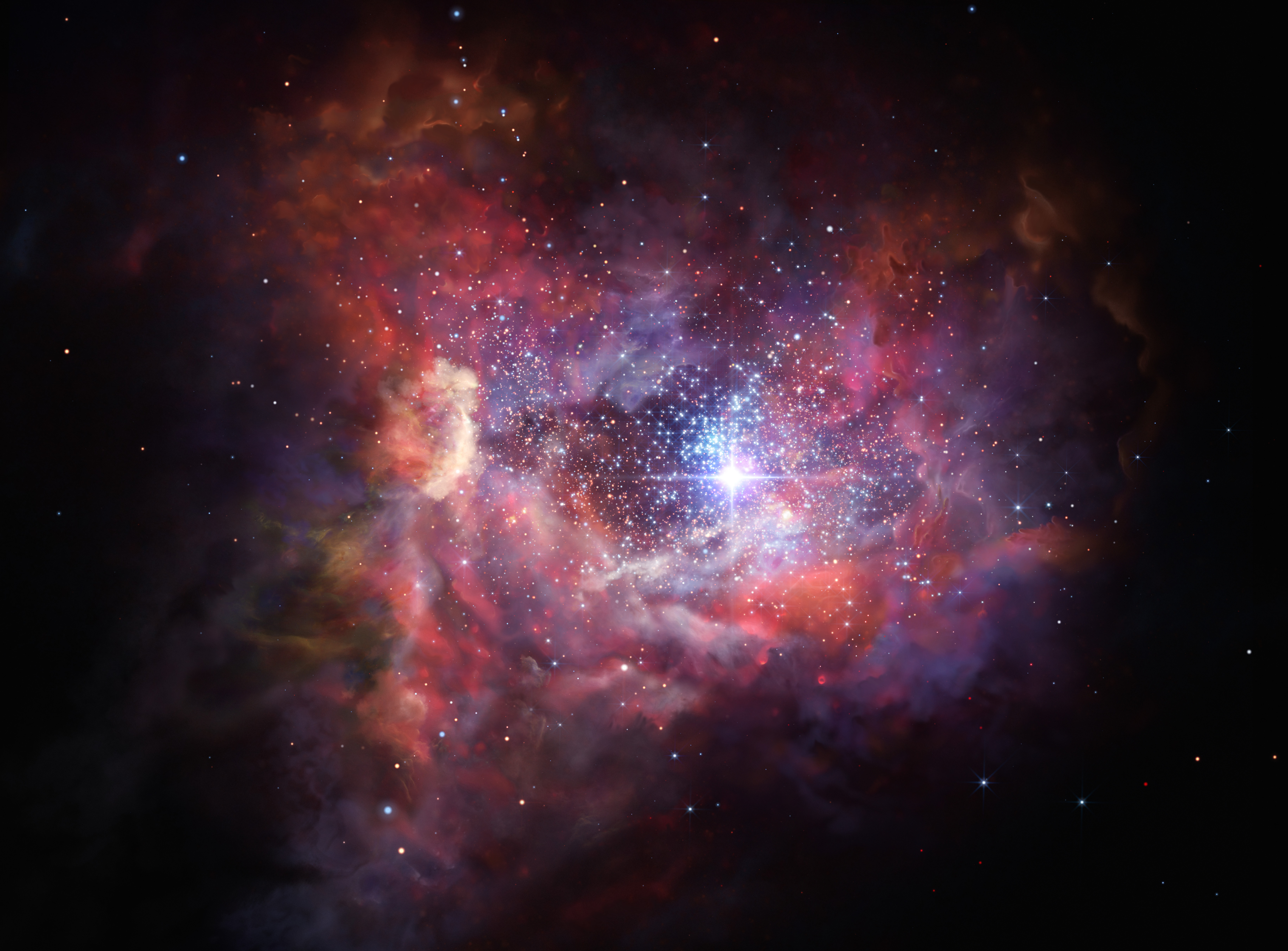
Vue d'artiste de A2744 YD4, une des plus lointaines et des plus anciennes galaxies connues dans l'Univers observable, découverte en 2017.

La Voie lactée, ou la Galaxie (avec une majuscule), c'est-à-dire la galaxie dans laquelle se trouve le Système solaire, compte quelques centaines de milliards d'étoiles (1011), et a une extension de l'ordre de 80 000 années-lumière. Un rapport de la mission spatiale européenne Gaia a rendu publique, le 25 avril 2018, la position de 1 692 919 135 étoiles de notre galaxie, ce qui représente moins de 1 % de la totalité de ses étoiles. La plupart des galaxies typiques comportent un nombre similaire d'astres, mais les galaxies naines comptent à peu près une dizaine de milliards d'étoiles (1010) et des galaxies géantes comptent plusieurs milliers de milliards d'étoiles (1012). Sur la base de ces chiffres et de la taille de l'univers observable, on estime que celui-ci compte quelques centaines de milliards de galaxies de masse significative. La population de galaxies naines est cependant très difficile à déterminer, du fait de leur masse et de leur luminosité très faibles. Il pourrait donc contenir jusqu'à 2 000 milliards de galaxies, mais cela ne pourra être confirmé qu'avec les observations des futurs télescopes (tel le Télescope géant européen ou le Télescope de Trente Mètres).
Les galaxies en tant que systèmes stellaires de grande taille ont été mises en évidence dans le courant des années 1920, principalement par l'astronome américain Edwin Hubble, bien que des premières données indiquant ce fait remontent à 1914. Les galaxies sont de trois types morphologiques principaux : elliptiques, spirales, irrégulières. Une description plus étendue des types de galaxies a été donnée à la même époque par Hubble et est depuis nommée séquence de Hubble.

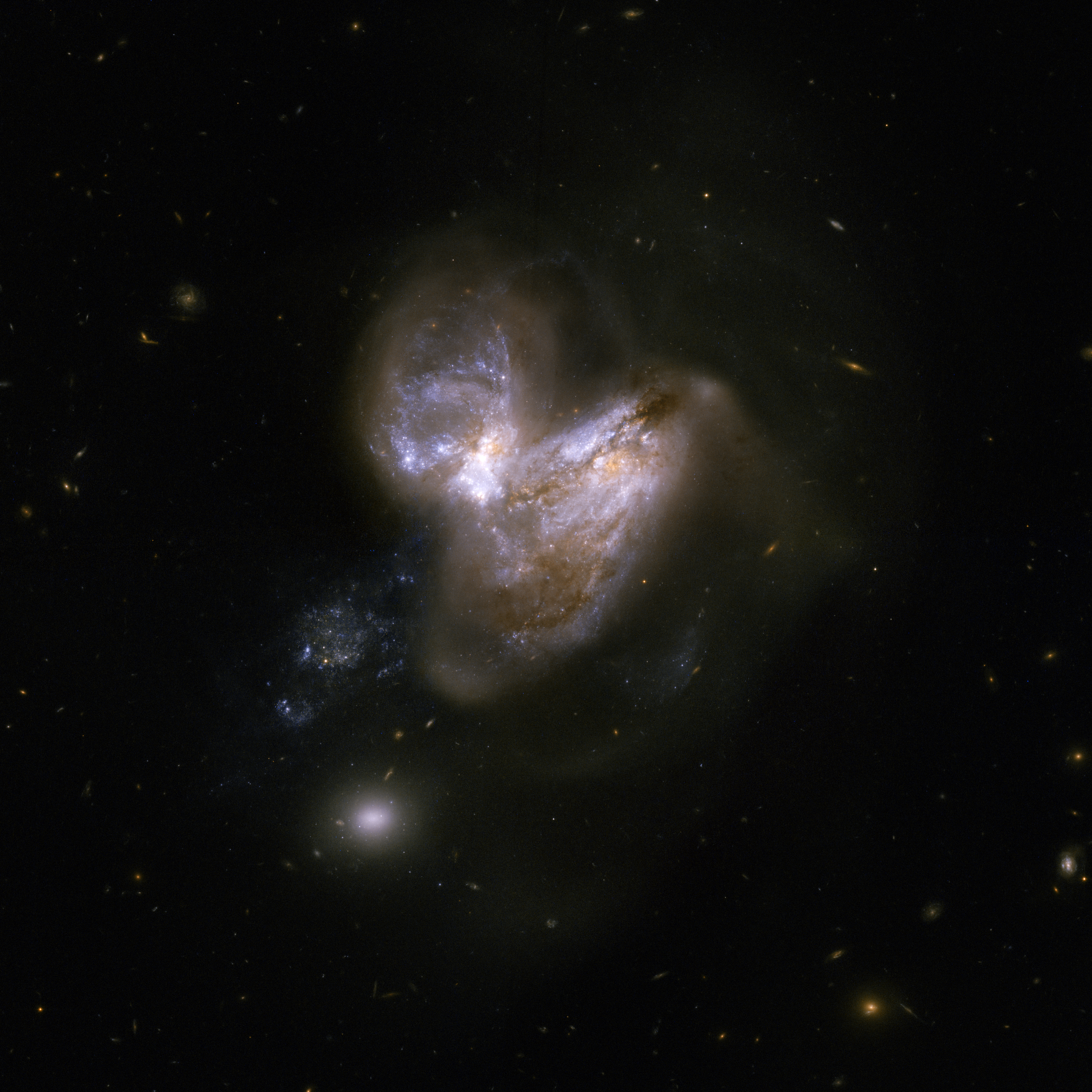
Arp 299, galaxies en interaction de la constellation de la Grande Ourse.

Toutes les étoiles ne font pas partie de galaxies. S'il semble établi que c'est au sein des galaxies que se forment les étoiles, dans des régions à sursauts de formation d'étoiles, elles sont susceptibles d'en être expulsées, soit du fait d'interactions entre galaxies, soit du fait de rencontres rapprochées entre une étoile et un astre très massif, tel un trou noir supermassif situé au centre d'une galaxie. On observe ainsi certaines étoiles dotées d'une vitesse élevée par rapport à leur galaxie, signe qu'elles n'y sont plus liées gravitationnellement. De telles étoiles sont de ce fait appelées « étoiles en fuite ». Plusieurs représentantes de cette classe sont connues, telles SDSS J090745.0+024507 et GRO J1655-40, toutes deux en train de quitter la Voie lactée. La première est probablement issue d'une rencontre rapprochée avec son trou noir central Sagittarius A* (Sgr A*) en son centre galactique, la seconde est sans doute issue d'une supernova asymétrique dont le résidu compact a été expulsé de la région où l'explosion a eu lieu.

## Étymologie

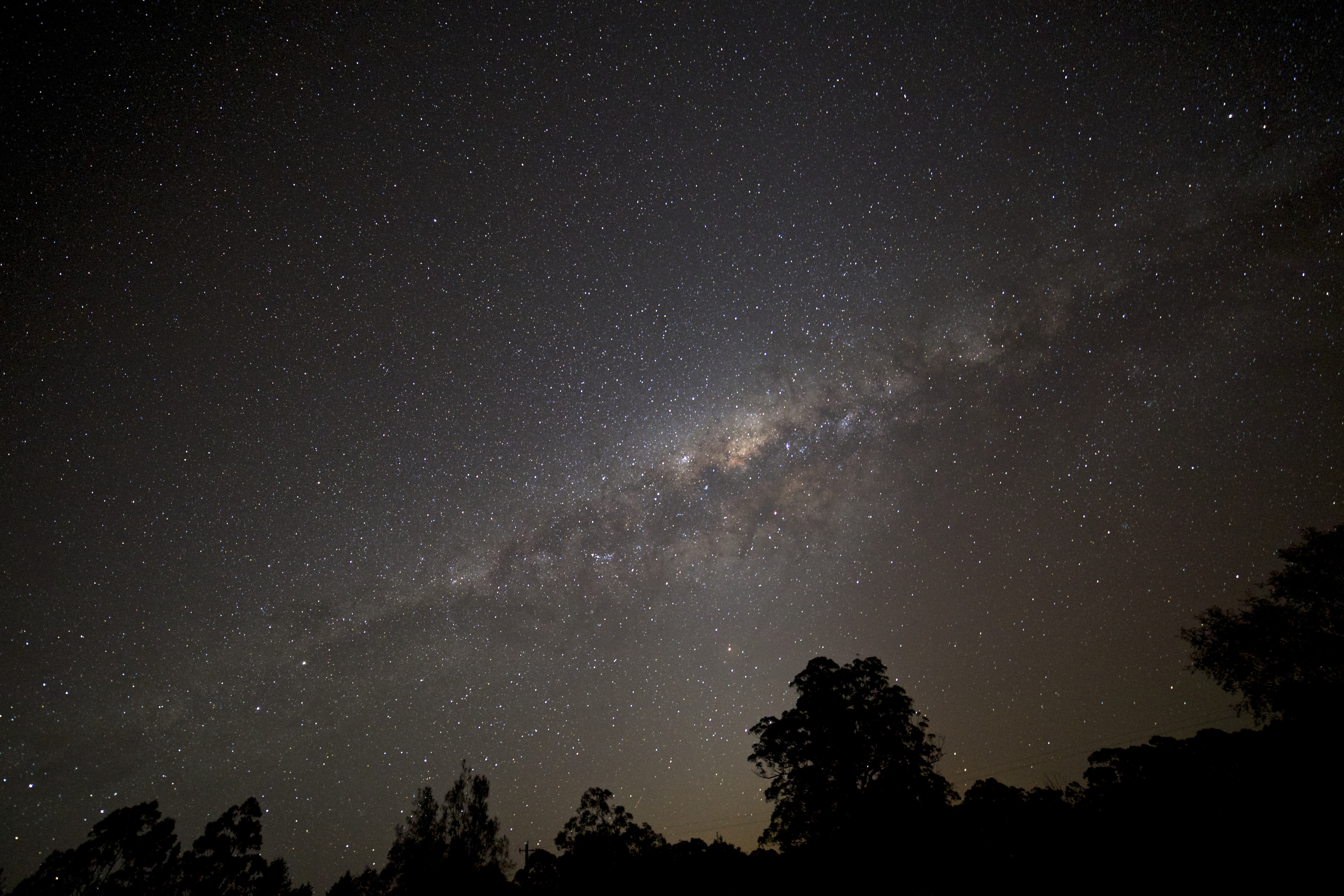
La Voie lactée (notre galaxie) et son centre galactique (au centre) vus depuis la planète Terre, située dans son bras d'Orion.

Le mot galaxie provient du latin galaxias, lui-même issu du terme grec désignant notre propre galaxie, γαλαξίας / galaxías, « laiteux », sous-entendu κύκλος / kúklos, « cercle », dérivé du nom γάλα / gala, « lait »,. On trouve aussi en grec ancien ὁ τοῦ γάλακτος κύκλος / ho toû gálaktos kúklos, « le cercle de lait », ou encore ὁ κύκλος γαλακτικός / ho kúklos galaktikós, « cercle laiteux »[réf. nécessaire], à cause de son apparence dans le ciel. Dans la mythologie grecque, Zeus plaça son fils Héraclès, né de son union avec la mortelle Alcmène, sur le sein de son épouse Héra lorsqu'elle était endormie afin que le bébé devienne immortel en buvant son lait divin. Lorsque celle-ci se réveilla, elle se rendit compte qu'elle allaitait un bébé inconnu qu'elle repoussa, et un jet de lait aspergea le ciel, formant cette pâle bande lumineuse appelée « Voie lactée ».
Dans la littérature astronomique, le mot « Galaxie » muni d'un G majuscule se réfère à notre propre galaxie, la Voie lactée, afin de la distinguer des autres galaxies.
Avant la mise en évidence des galaxies, était employé le terme de « nébuleuse », qui décrivait tout objet diffus de la sphère céleste. Cette dénomination remonte à William Herschel, qui établissant son catalogue d'objets du ciel profond, utilisa le terme de « nébuleuse spirale » pour des objets tels que M31. Ceux-ci furent plus tard identifiés comme étant d'immenses agglomérations d'étoiles, et lorsque les distances entre elles commencèrent à être comprises, elles furent nommées « univers-îles ». Cependant, cette nomenclature tomba en désuétude au profit du terme « galaxie ».

## Identification des galaxies

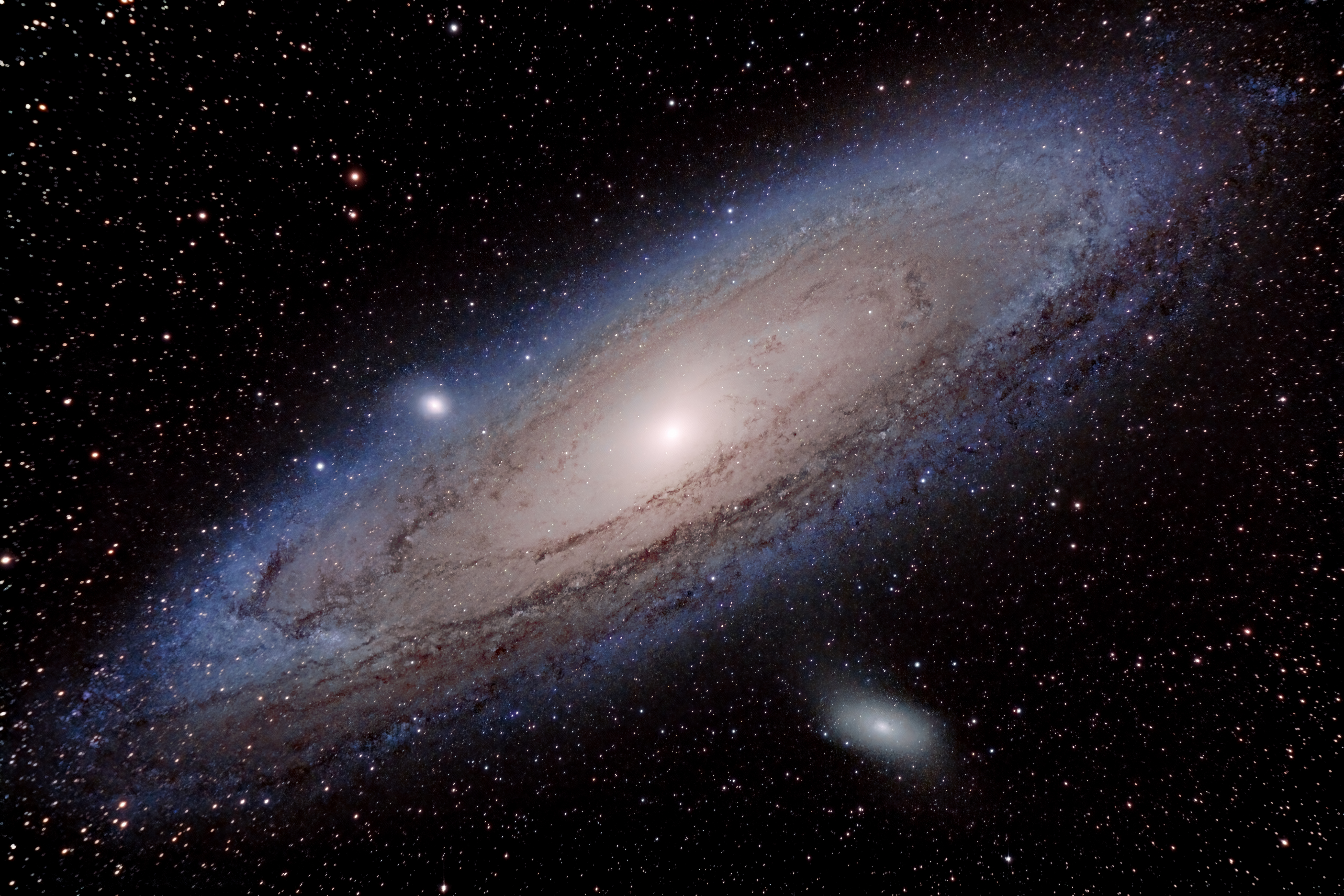
Galaxie d'Andromède (M31).

Des dizaines de milliers de galaxies ont été recensées, parmi d'autres objets, à travers de nombreux catalogues astronomiques, tels que le catalogue de Messier et le New General Catalogue, qui référencent également des nébuleuses, mais aussi plus spécifiquement les catalogues PGC, UGC, MCG, CGCG, IC, etc. Ainsi, la galaxie spirale barrée couramment appelée M109 est-elle également identifiée par les numéros NGC 3992, PGC 37617, UGC 6937, MCG+09-20-044, CGCG269-023, etc. Certaines galaxies remarquables ont reçu un nom d'usage (parfois plusieurs) couramment employé à la place des numéros d'identification, telles que par exemple la galaxie d'Andromède, les nuages de Magellan, les galaxies des Antennes, la galaxie du Tourbillon (également appelée galaxie des Chiens de Chasse), la galaxie du Sombrero, etc.

## Ordres de grandeur
Une galaxie typique comme la Voie lactée comprend quelques centaines de milliards d'étoiles et a une taille de l'ordre de 100 000 années-lumière (une année-lumière équivaut à environ 9 500 milliards de kilomètres). De façon remarquable, ces chiffres peuvent s'exprimer uniquement en termes de diverses constantes fondamentales. Plus précisément, un raisonnement simple permet de relier la taille d'une galaxie au phénomène d'instabilité gravitationnelle qui voit un objet plus dense que le milieu ambiant se contracter sous certaines conditions du fait de son propre champ gravitationnel. Cela se produit essentiellement quand un objet se refroidit brutalement, auquel cas sa pression baisse brutalement et ne peut plus contrer l'effet attractif de la gravité. Dans ce contexte, on prédit que la masse Mg et la taille Rg d'une galaxie sont vraisemblablement de l'ordre de :
{\displaystyle M_{\rm {g}}\sim {\frac {\alpha ^{5}}{\alpha _{G}^{2}}}\left({\frac {m_{\rm {p}}}{m_{\rm {e}}}}\right)^{\frac {1}{2}}m_{\rm {p}}\simeq 1,\!5\times 10^{11}M_{\odot }},
{\displaystyle R_{\rm {g}}\sim {\frac {\alpha ^{3}}{\alpha _{G}}}\left({\frac {m_{\rm {p}}}{m_{\rm {e}}}}\right)^{\frac {1}{2}}\lambda _{\rm {e}}\simeq 74\;{\rm {kpc}}},
où {\displaystyle \alpha } et {\displaystyle \alpha _{G}} représentent respectivement la constante de structure fine (électromagnétique) et la constante de structure fine gravitationnelle, et {\displaystyle m_{\rm {p}}} et {\displaystyle m_{\rm {e}}} la masse du proton et de l'électron, respectivement.
Il faut plus de dix milliards d'années pour que la lumière des plus lointaines galaxies parvienne jusqu’à la Terre.

## Historique des observations

### Voie lactée

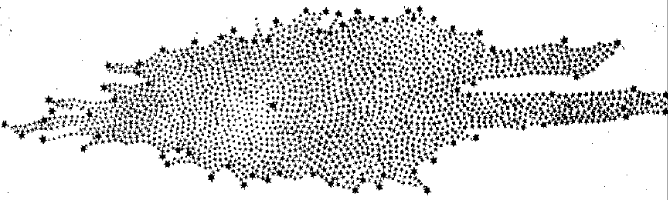
La forme de la Voie lactée telle qu'elle fut déduite par William Herschel en 1785 ; on pensait que le Soleil était proche du centre de la Galaxie.

Dès l'Antiquité, les philosophes tentèrent de saisir la nature de la bande lumineuse connue sous le nom de Voie lactée. Le philosophe grec Anaxagore (500-428 av. J.-C. ) la concevait comme « l'effet de la lumière des astres qui ne sont pas offusqués par le Soleil ». De la même manière, Démocrite (450-370 av. J.-C.) suggéra qu'elle était due à un grand nombre de petites étoiles.
Aristote, cependant, pensait que ce qu'on observait était la combustion d'une partie de l'air, enflammé par le mouvement des astres, impliquant donc qu'elle se trouvait dans la sphère sublunaire.
Geminos de Rhodes, probablement vers 55 av. J.-C., décrit la Voie lactée comme « un des grands cercles de la sphère des fixes. D'assez grande largeur, il est composé d'une poussière d'étoiles en forme de nébuleuse ; c'est le seul grand cercle dans l'univers qui soit visible. Il y a sept grands cercles : l'équateur, le zodiaque, les colures, l'horizon en chaque lieu, le méridien, la Voie lactée. »

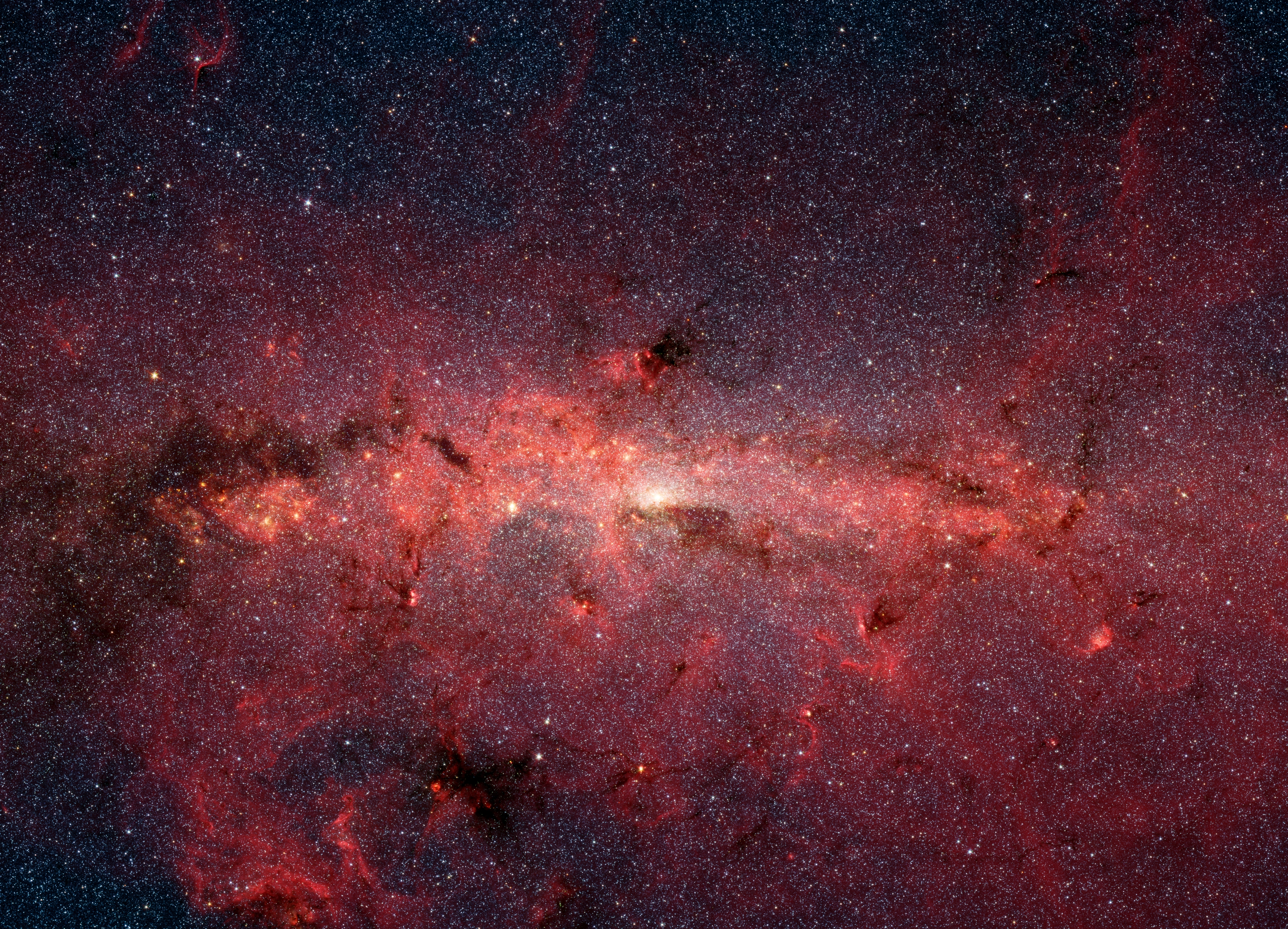
Le cœur (centre galactique) de la Voie lactée vu en infrarouge par le télescope spatial Spitzer de la NASA.

L'astronome perse Al-Biruni (973 - 1048 apr. J.-C.) réfuta lui aussi la proposition d'Aristote, en tentant de calculer la parallaxe de la Voie lactée, et en notant que puisqu'elle est nulle, elle doit se trouver à grande distance de la Terre, et donc hors de l'atmosphère. Il proposa également que la Voie lactée était une collection d'innombrables étoiles nébuleuses. Les preuves de cela vinrent en 1610, quand Galilée utilisa sa lunette astronomique pour étudier la Voie lactée et découvrit qu'elle était effectivement composée d'un nombre incalculable d'étoiles de faible éclat. Thomas Wright, dans son ouvrage An Original Theory or New Hypothesis of the Universe (1750), étudie la structure de la Galaxie et imagine qu’elle forme un nuage aplati. Dans un traité de 1755, Emmanuel Kant spécule à juste titre que notre galaxie pouvait être un corps en rotation d'un nombre incroyable d'étoiles tenues ensemble par des forces gravitationnelles, au même titre que le Système solaire. Le disque d'étoiles résultant peut être vu, en perspective, comme une bande dans le ciel, pour un observateur se trouvant en son sein. Kant avança également que quelques-unes des nébuleuses visibles dans le ciel nocturne pourraient être des galaxies.
La première tentative de description de la forme de la Voie lactée et de la disposition du Soleil en son sein fut faite par William Herschel en 1785. Il répertoria « avec soin la position et les distances d'un grand nombre d'étoiles ». Il fit un diagramme de la forme de la Voie lactée et plaça le Système solaire près du centre. En 1920, Jacobus Kapteyn arriva à une image d'une petite galaxie ellipsoïdale (d'environ 15 000 parsecs de diamètre), avec le Soleil également proche du centre,. Une méthode différente, proposée par Harlow Shapley, fondée sur la position des amas globulaires, mena à une image radicalement différente de tout ce qui avait été vu jusque-là : un disque plat d'un diamètre d'environ 70 000 parsecs (soit un peu plus de 200 000 années-lumière) avec le Soleil très éloigné du centre. Les deux analyses ne tinrent pas compte de l'absorption de la lumière par la poussière interstellaire (phénomène appelé extinction) présente dans le plan galactique, mais après que Robert Jules Trumpler eut quantifié cet effet en 1930, en étudiant les amas ouverts, l'image actuelle de notre galaxie émergea.

### Autres objets nébuleux

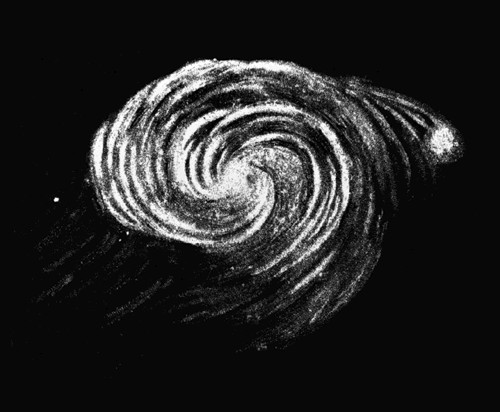
Croquis de la galaxie du Tourbillon, fait par lord Rosse en 1845.

Vers la fin du XVIIIe siècle, Charles Messier établit son catalogue contenant 110 « nébuleuses », comme on appelait alors indistinctement les objets diffus observés dans le ciel. Ce catalogue fut suivi d'un plus grand, le Catalogue of Nebulae and Clusters of Stars de 5 000 objets, établi par William Herschel. En 1845, lord Rosse construisit un nouveau télescope qui fut capable de distinguer les nébuleuses elliptiques et spirales. Il essaya également de mettre en évidence des sources ponctuelles à l'intérieur de certaines nébuleuses, donnant ainsi crédit à la conjecture de Kant.

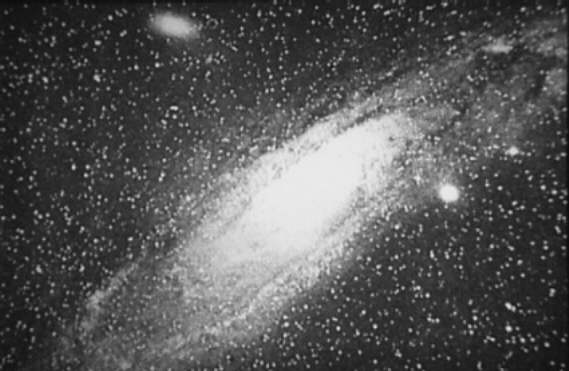
Photographie de la « Grande nébuleuse d'Andromède » (NGC 224) datant de 1899. On y reconnaît également ses deux satellites les plus brillants, M32 et NGC 205.

En 1917, Herber Curtis observa des clichés de la supernova SN 1885A dans la « grande nébuleuse d'Andromède » (M31, dans le catalogue de Messier). En cherchant dans la photographie, il trouva 11 novas de plus. Curtis remarqua que ces novas étaient en moyenne 10 magnitudes plus faibles que celle de notre galaxie. Grâce à ces résultats, il fut capable d'estimer la distance qui nous séparait d'elles à environ 150 000 parsecs. Il devint donc adepte de ce que l'on appelle la théorie des « univers-iles », avançant que les nébuleuses spirales sont en réalité des galaxies indépendantes, mais sa découverte resta peu diffusée.
En 1920, le « Grand Débat », concernant la nature de la Voie lactée, des nébuleuses spirales, et la taille de l'Univers, prit place avec comme principaux protagonistes Harlow Shapley et Herber Curtis. Pour renforcer son idée que la grande nébuleuse d'Andromède était une galaxie externe, Curtis nota l'apparence des lignes sombres s'apparentant aux nuages de poussière présents dans la Voie lactée, ainsi qu'un décalage de la lumière dû à l'effet Doppler-Fizeau.

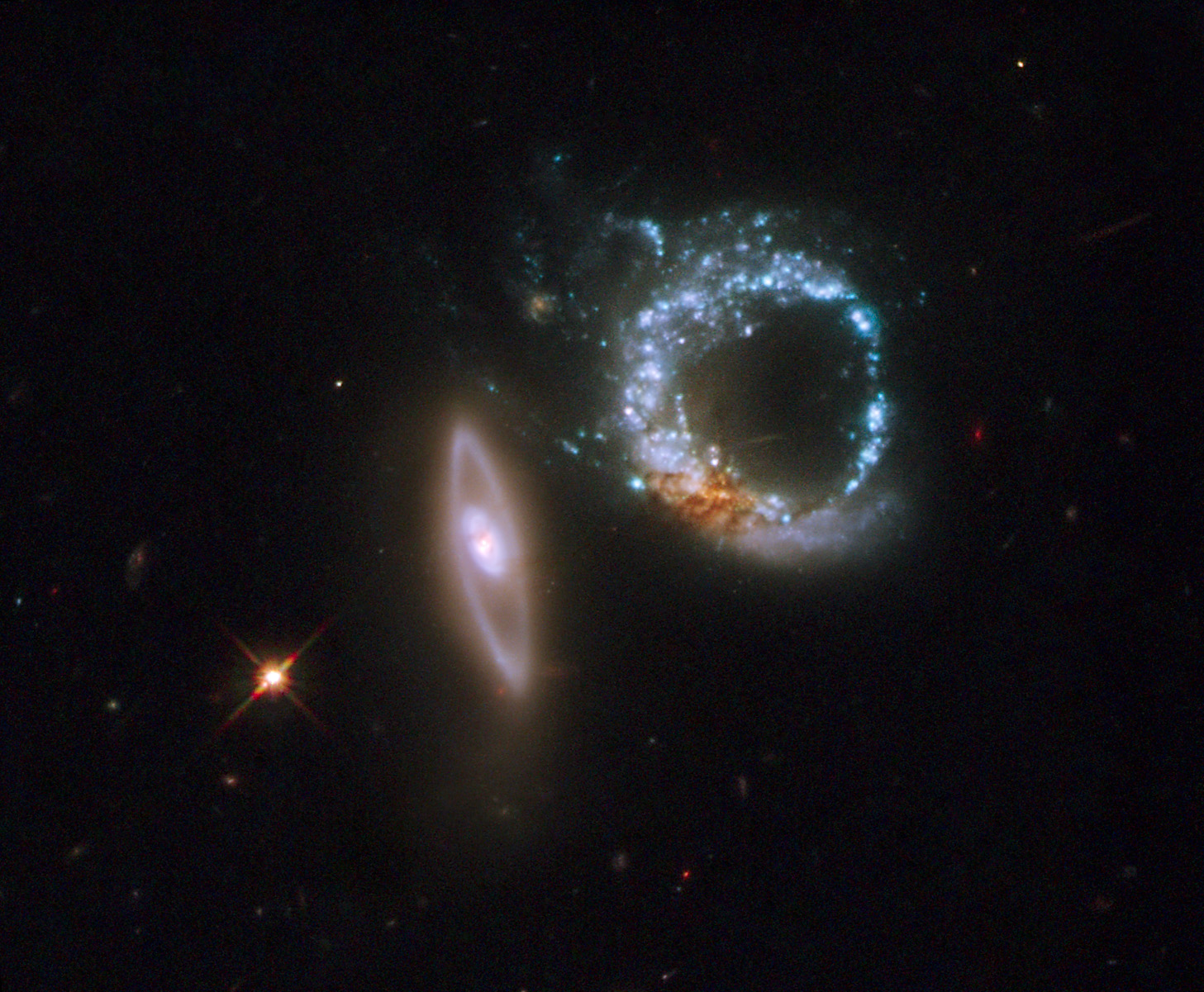
Arp 147, une des galaxies particulières les plus connues.

Le fait fut définitivement établi par Edwin Hubble au début des années 1920 en utilisant un nouveau télescope. Il fut capable de résoudre les parties externes de quelques nébuleuses spirales comme étant des collections d'étoiles individuelles et identifia quelques variables appelées céphéides. S'appuyant sur les travaux d'Henrietta Swan Leavitt de 1908, la relation période-luminosité, qui établit une relation entre la luminosité des céphéides et le rythme de leurs pulsations, permettant ainsi aux astronomes d'estimer la distance nous séparant de ces objets, Hubble découvrit que celles qu'il observait dans la nébuleuse spirale étaient bien trop lointaines pour faire partie de la Voie lactée. En 1936, Hubble créa un système de classification des galaxies qui est encore utilisé de nos jours : la séquence de Hubble.

### Recherche moderne
En 1944, Hendrik van de Hulst prédit la raie à 21 cm, située dans les micro-ondes et émise par le gaz interstellaire fait d'hydrogène atomique ; ce rayonnement fut observé en 1951. Elle permit d'approfondir grandement l'étude de la Voie lactée, puisqu'elle n'est pas affectée par l'absorption par la poussière, et l'impact que l'effet Doppler-Fizeau a sur elle put être utilisé pour cartographier le mouvement du gaz au sein de la galaxie. Ces observations menèrent à la proposition d'une structure en forme de barre tournant sur elle-même au centre de la galaxie. Grâce à des radiotélescopes plus performants, le gaz d'hydrogène pourrait aussi être repéré dans d'autres galaxies.

Courbe de rotation galactique d'une galaxie spirale typique : telle qu'elle est prédite (A) et telle qu'elle est observée (B).

Dans les années 1970, on découvrit, au travers des études de Vera Rubin sur la vitesse de rotation du gaz dans les galaxies, que la masse visible (des étoiles et du gaz) totale ne correspond pas avec la vitesse de rotation du gaz. On pense que ce problème de la rotation des galaxies peut être expliqué par la présence d'énorme quantité de matière noire invisible.
Au début des années 1990, le télescope spatial Hubble améliora grandement la qualité des observations. Il établit, entre autres, que la matière noire manquante dans notre galaxie ne pouvait pas être uniquement constituée d'étoiles trop faibles pour être vues. Le champ profond de Hubble, une image à pose extrêmement longue d'une partie relativement vide du ciel, apporta la preuve que l'Univers contient environ 125 milliards de galaxies[réf. nécessaire]. Les progrès de la technologie concernant la détection de rayonnement invisible à l'œil humain (radiotélescopes, télescopes à infrarouges, à rayons X, etc.) permirent la détection d'autres galaxies qui n'avaient pas été détectées par Hubble. Plus particulièrement, les observations effectuées dans la zone d'évitement (la région du ciel invisible à cause de la Voie lactée) révélèrent de nouvelles galaxies[réf. nécessaire].

## Composition

### Matière sombre
Dans les années 1970, on réalisa que la masse totale visible, dans les galaxies, des étoiles et du gaz, ne pouvait pas expliquer correctement la vitesse de rotation de celles-ci, qui est systématiquement anormalement élevée par rapport à ce qu'elle aurait dû être étant donné la masse visible dont les galaxies étaient composées. Ceci amena à postuler l'existence d'une nouvelle forme de matière, appelée matière sombre. Celle-ci n'émet aucun rayonnement, mais son existence est révélée par l'influence de son champ gravitationnel sur la dynamique des étoiles. Dès le début des années 1990, le télescope spatial Hubble apporta une grande amélioration dans les observations lointaines. Ces nouvelles observations permirent notamment d'établir que la matière sombre de notre Galaxie ne peut se composer uniquement d'étoiles faibles et petites. D'autres observations cosmologiques arrivent à la même conclusion, attestant l'idée que la matière sombre est une nouvelle forme de matière inconnue en laboratoire[réf. nécessaire]. Au sein des galaxies, la matière forme un halo sphérique plus étendu que la galaxie elle-même, et ayant un profil de densité dit en « sphère isotherme », c'est-à-dire décroissant comme l'inverse du carré de la distance au centre[réf. nécessaire].

## Types et morphologie

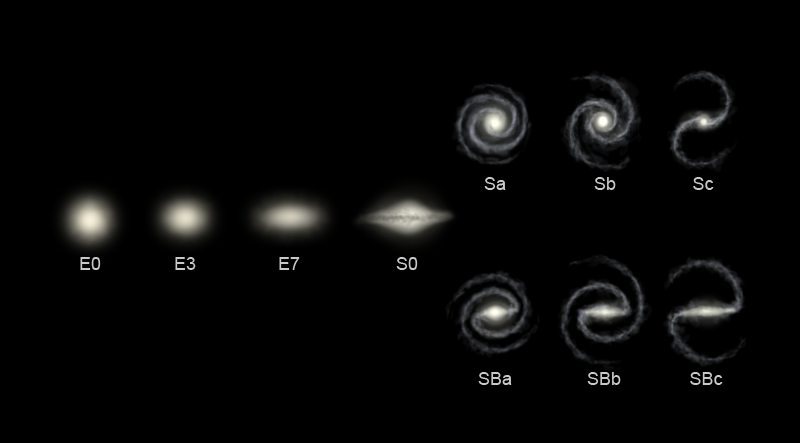
Les différents types de galaxies, selon la séquence de Hubble : le type E correspond à une galaxie elliptique, le S à une galaxie spirale et le SB à une galaxie spirale barrée.

Il y a trois grands types de galaxies : les elliptiques, les spirales et les irrégulières. Une description détaillée des différents types de galaxies reposant sur leur apparence est établie par la séquence de Hubble. Puisque la séquence de Hubble est entièrement fondée sur la caractéristique morphologique visuelle, il arrive qu'elle ne tienne pas compte de caractéristiques importantes telles que le taux de formation d'étoiles (dans les galaxies starburst) ou l'activité du noyau (dans les galaxies actives). À l'époque de la réalisation de sa classification, Hubble pensait que les différents types de morphologies galactiques correspondaient à un degré d'évolution variable de ces objets, partant d'un état sphérique sans structure (type E0), puis s'aplatissant progressivement (type E1 à E7), avant de produire les bras spiralés (types Sa, Sb, Sc, ou SBa, SBb, SBc). Cette hypothèse d'évolution a depuis été totalement invalidée, mais la dénomination en termes de « galaxie précoce » (early-type galaxy en anglais) pour les elliptiques et « galaxie tardive » (late-type galaxy) pour les spirales est par contre, toujours usitée.

### Galaxies elliptiques

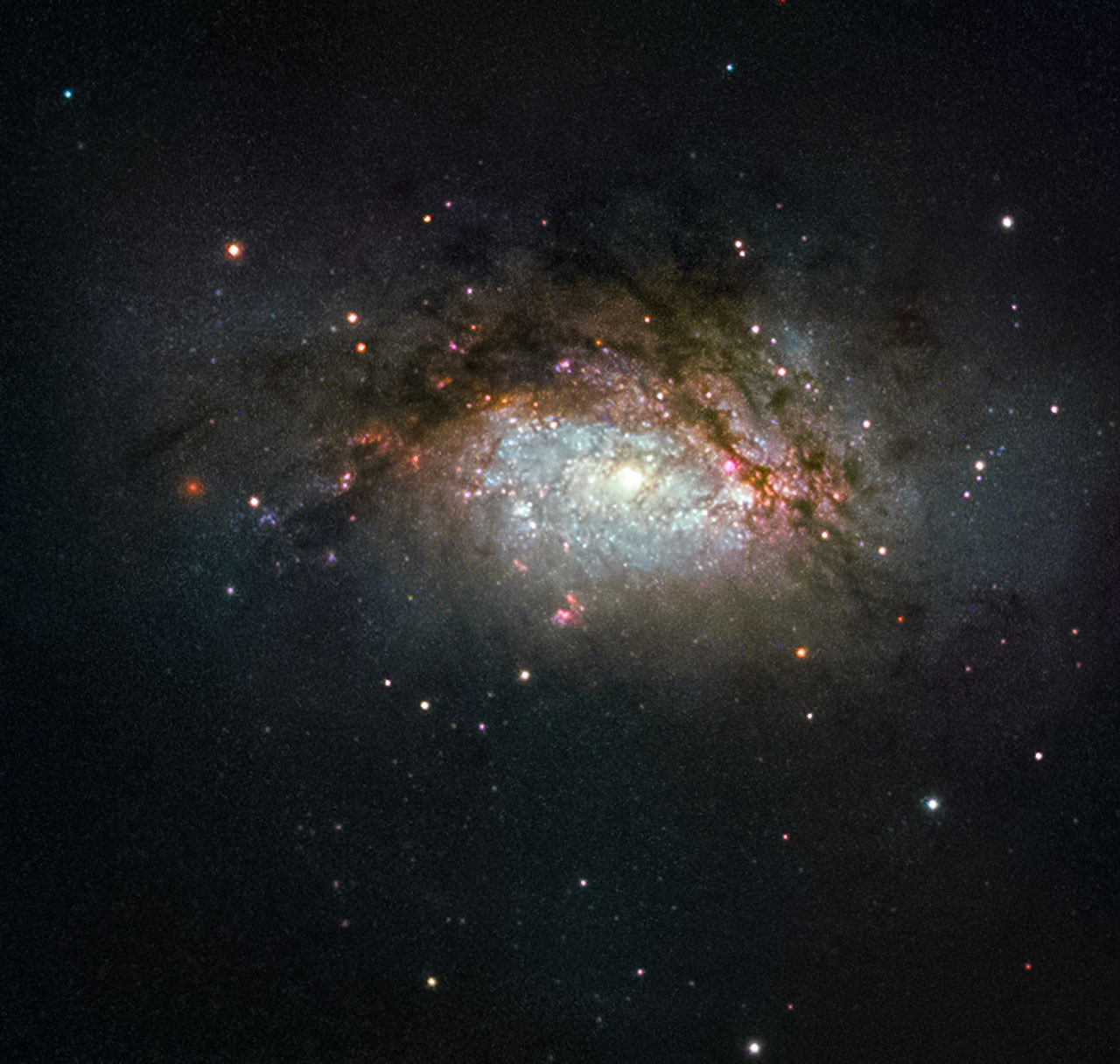
NGC 3597, produit d'une collision entre deux galaxies, évolue vers une galaxie elliptique géante.

Le système de classification de Hubble compte les galaxies elliptiques sur la base de leur excentricité (c'est-à-dire de l'aplatissement de leur image projetée sur le ciel), allant de E0 (pratiquement sphérique) à E7 (fortement allongée), le chiffre suivant le « E » correspondant à la quantité {\displaystyle \textstyle {10\times (1-{\frac {b}{a}})}}, où a et b sont le demi grand axe et le demi petit axe de la galaxie telle qu'elle est observée. Ces galaxies ont un profil ellipsoïdal, leur donnant une apparence elliptique quel que soit l'angle de vue. Leur apparence montre peu de structures et elles ne possèdent pas beaucoup de matière interstellaire. Par conséquent, ces galaxies contiennent peu d'amas ouverts et ont un taux de formation d'étoiles peu élevé. Des étoiles plus anciennes et plus évoluées, tournant autour de leur centre de gravité commun de manière aléatoire, dominent donc ces galaxies. En ce sens, elles présentent une certaine similitude avec les amas globulaires, mais à plus grande échelle.
Les galaxies les plus grandes sont elliptiques géantes. On pense que de nombreuses galaxies elliptiques se sont formées grâce à une interaction de galaxies qui ont fini par fusionner. Elles peuvent atteindre des tailles énormes (comparée aux galaxies spirales, par exemple). D'autre part, ces galaxies elliptiques géantes sont souvent trouvées au cœur des grands amas de galaxies. Les galaxies starburst sont souvent le résultat d'une collision des galaxies. La galaxie elliptique géante la plus proche de la nôtre est M87, dans la constellation de la Vierge, à 60 millions d'années-lumière.

### Galaxies spirales

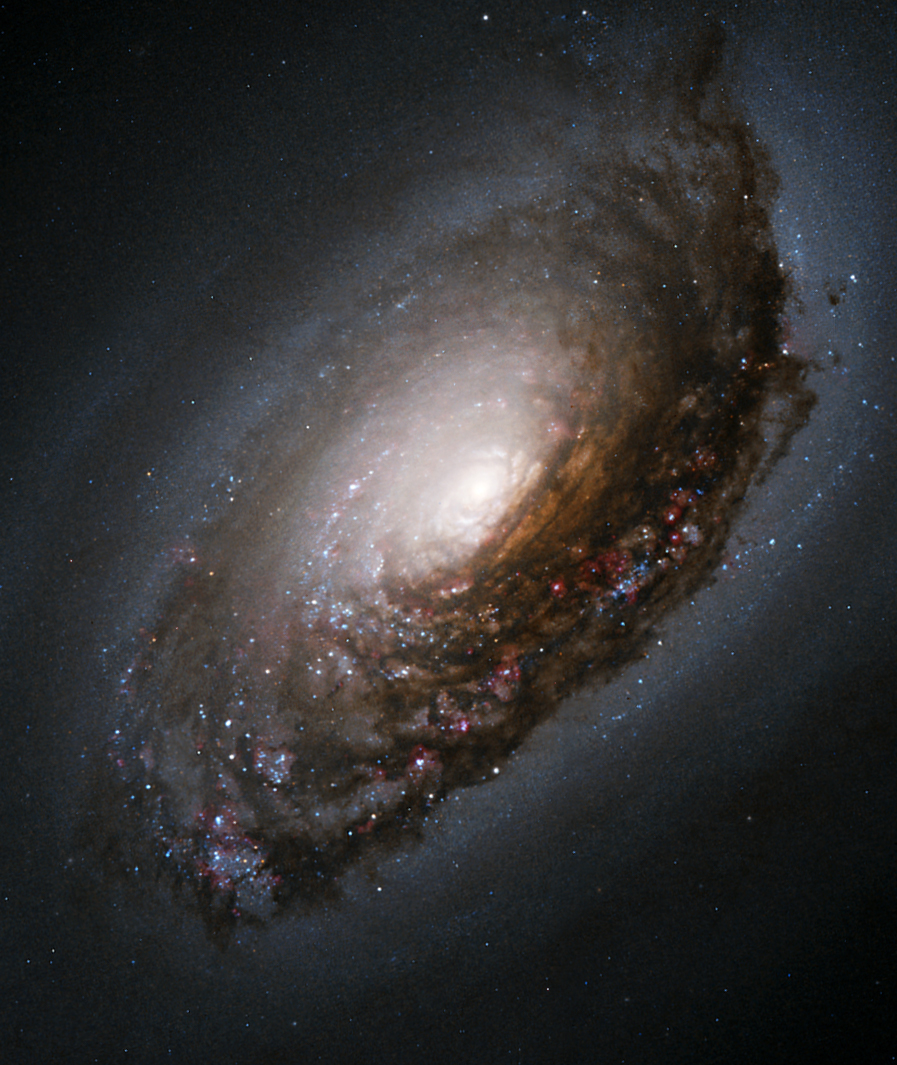
La galaxie de l'œil noir.

Les galaxies spirales forment la classe la plus emblématique des galaxies. Elles sont faites d'un disque composé d'étoiles et de milieu interstellaire, en rotation autour d'un bulbe central d'étoiles généralement plus anciennes. De ce bulbe émergent des bras relativement brillants. Dans le schéma de classification de Hubble, les galaxies spirales correspondent au type S, suivi d'une lettre (a, b, ou c) qui indique le degré d'enroulement des bras spiraux ainsi que la taille du bulbe central. Une galaxie Sa est dotée de bras relativement mal définis et possède une région centrale relativement importante. En revanche, une galaxie Sc possède des bras très ouverts et bien tracés ainsi qu'un bulbe de petite taille.
Dans les galaxies spirales, les bras spiraux forment une spirale logarithmique approximative, un schéma qui peut être, en théorie, le résultat d'un dérangement dans la masse d'étoiles rotative uniforme. Les bras spiraux tournent autour du centre, au même titre que les étoiles, mais avec une vitesse angulaire constante. Cela veut dire que les étoiles entrent et sortent des bras spiraux ; les étoiles proches du centre galactique orbitent plus vite que les bras alors que les étoiles les plus externes se déplacent moins vite que les bras. On pense que les bras spiraux sont des zones où la densité de matière est plus haute, on peut donc les voir comme des « vagues de densité ». Lorsque les étoiles traversent un bras, la vitesse de chaque système stellaire est modifiée par les forces gravitationnelles supplémentaires exercées par une densité de matière plus élevée (cette vélocité retourne à la normale une fois que l'étoile ressort du bras). Cet effet est semblable à une « vague » de ralentissement sur une autoroute saturée en voitures.
Les bras sont visibles à cause de leur teneur en étoiles jeunes et brillantes, dues à la forte densité de matière qui facilite la formation d'étoiles. Or les étoiles les plus lumineuses sont aussi les plus massives, et ont une durée de vie très brève (quelques millions d'années contre dix milliards d'années pour le Soleil), aussi les zones les plus lumineuses sont-elles au voisinage des lieux de formation d'étoiles, les étoiles massives n'ayant pas le temps de s'en éloigner significativement lors de leur brève existence.

#### Galaxies spirales barrées

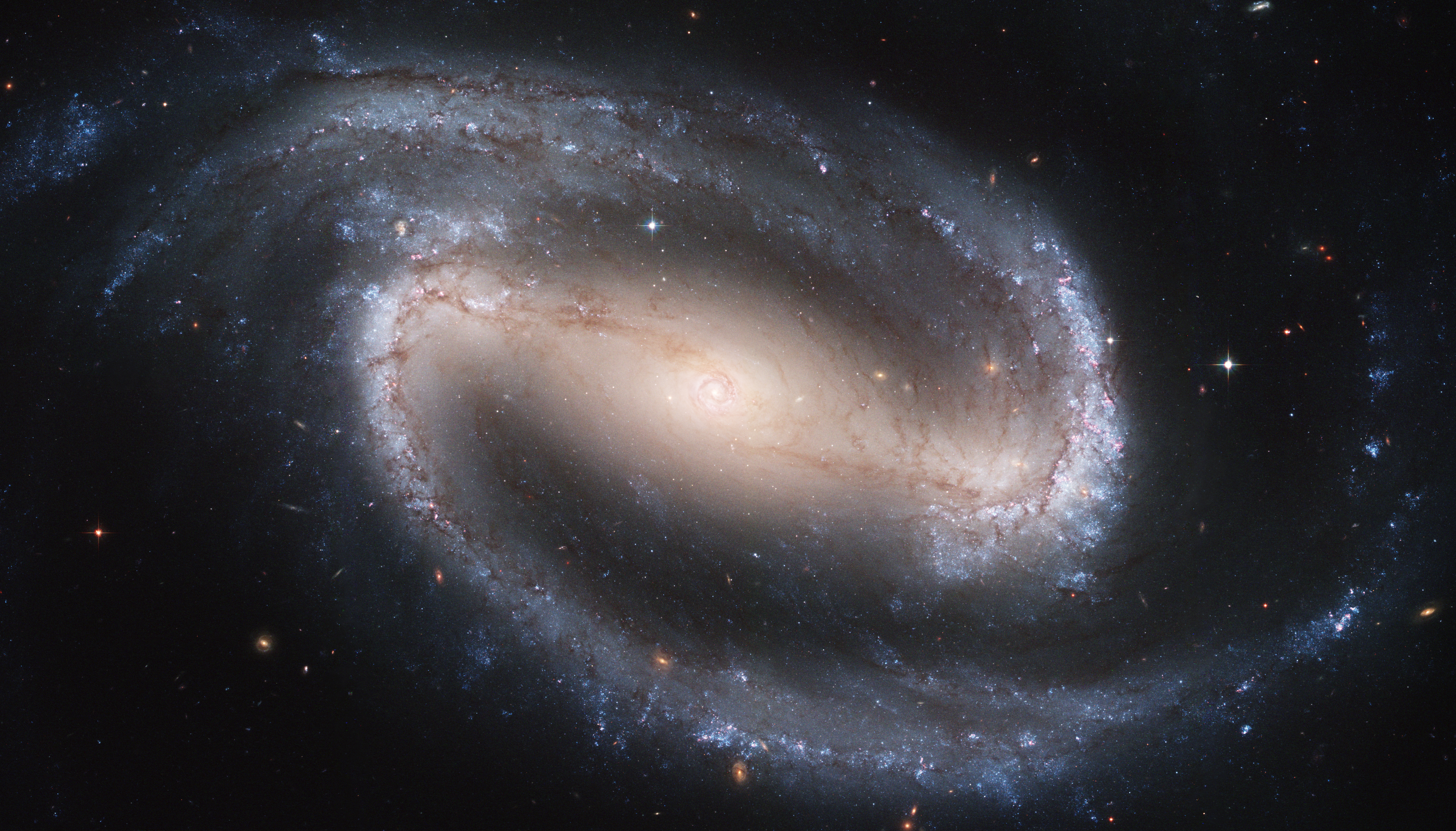
La galaxie spirale barrée NGC 1300.

La majorité des galaxies spirales ont une bande d'étoiles linéaire en leur centre, à partir de laquelle émergent les bras spiraux. Dans la classification de Hubble, elles sont désignées d'un SB, suivi d'une lettre minuscule (a, b, ou c), indiquent encore une fois la forme et la disposition des bras spiraux (de la même manière que les galaxies spirales non-barrées). On pense que les barres sont des structures temporaires qui peuvent survenir à la suite d'un rayonnement de densité du cœur vers l'extérieur, ou à la suite d'une interaction avec une autre galaxie faisant intervenir la force de marée. De nombreuses galaxies spirales barrées sont actives, cela est peut-être du gaz canalisé le long des bras.
Notre propre galaxie est une grande galaxie spirale barrée d'environ 30 000 parsecs de diamètre et de 1 000 parsecs d'épaisseur. Elle contient approximativement 2 × 1011 étoiles et a une masse totale d'environ 6 × 1011 masses solaires.

### Morphologies particulières
Les galaxies particulières sont des formations galactiques développant des propriétés inhabituelles dues à des interactions gravitationnelles avec d'autres galaxies, les forces de marée, responsables de ces déformations. Les galaxies annulaires, possédant une structure formée d'étoiles et de gaz en forme d'anneau autour du centre galactique, sont de bons exemples de galaxies particulières. Une galaxie annulaire peut se former lorsqu'une galaxie plus petite passe à travers le centre d'une galaxie spirale. Un tel évènement a pu se produire sur la galaxie d'Andromède, qui présente plusieurs anneaux en infrarouge.
Une galaxie lenticulaire est une forme de transition, ayant à la fois les propriétés d'une galaxie elliptique et spirale. Dans la séquence de Hubble, elles portent la mention S0. Elles possèdent des bras, certes mal définis, et un halo d'étoiles elliptique (les galaxies lenticulaires barrées sont de type SB0).

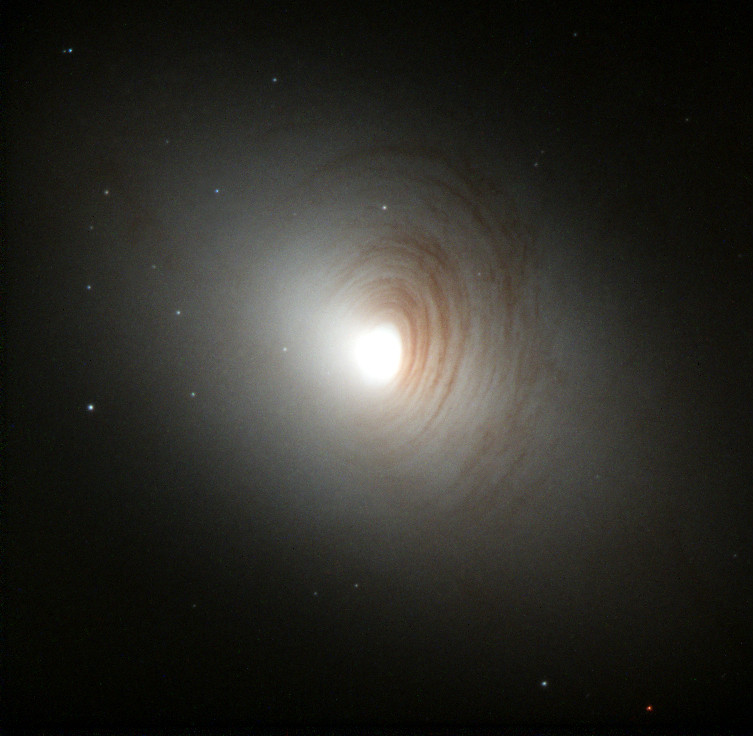
NGC 2787, galaxie lenticulaire barrée à anneaux.
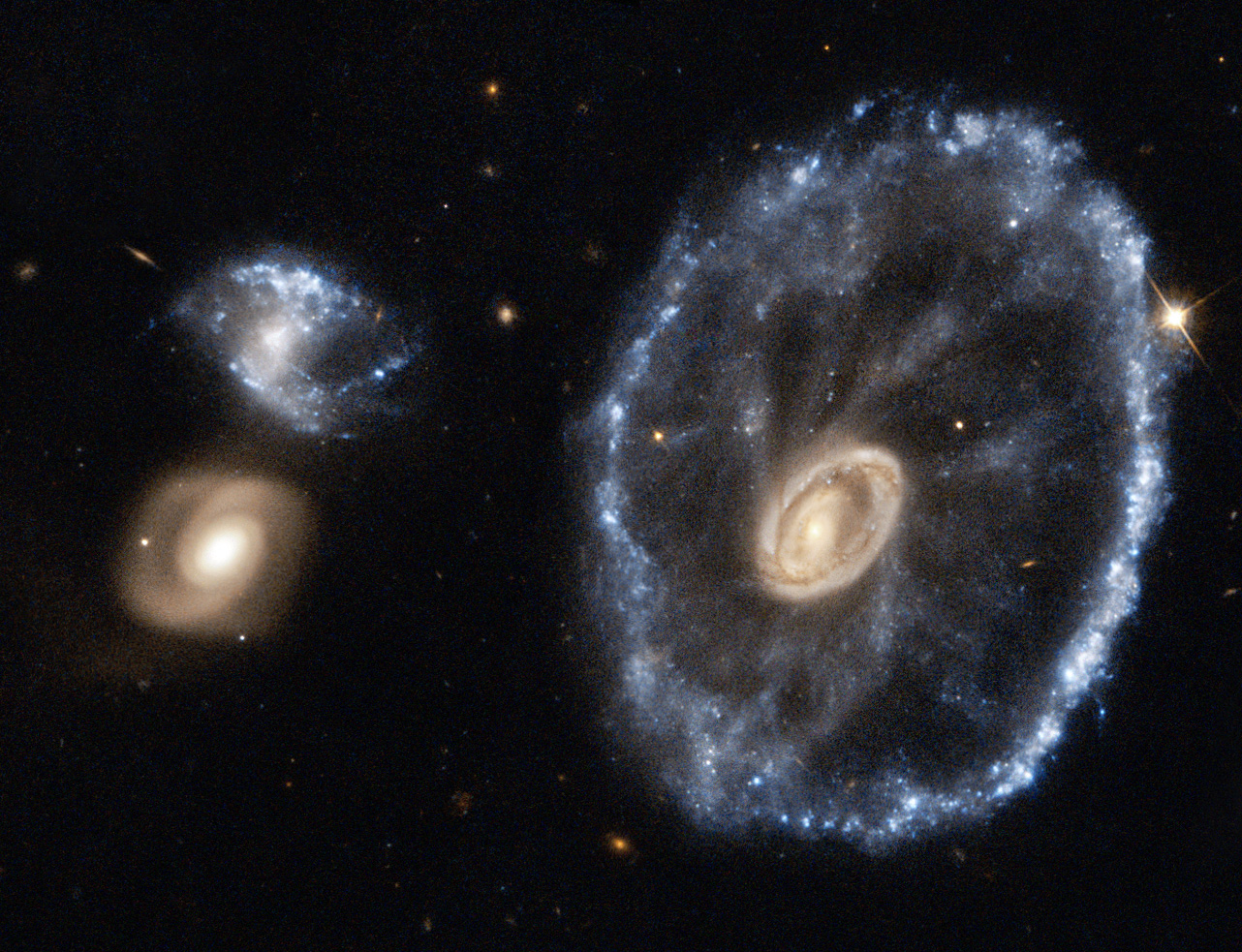
Galaxie de la Roue de chariot, galaxie lenticulaire à anneau de la constellation du Sculpteur.
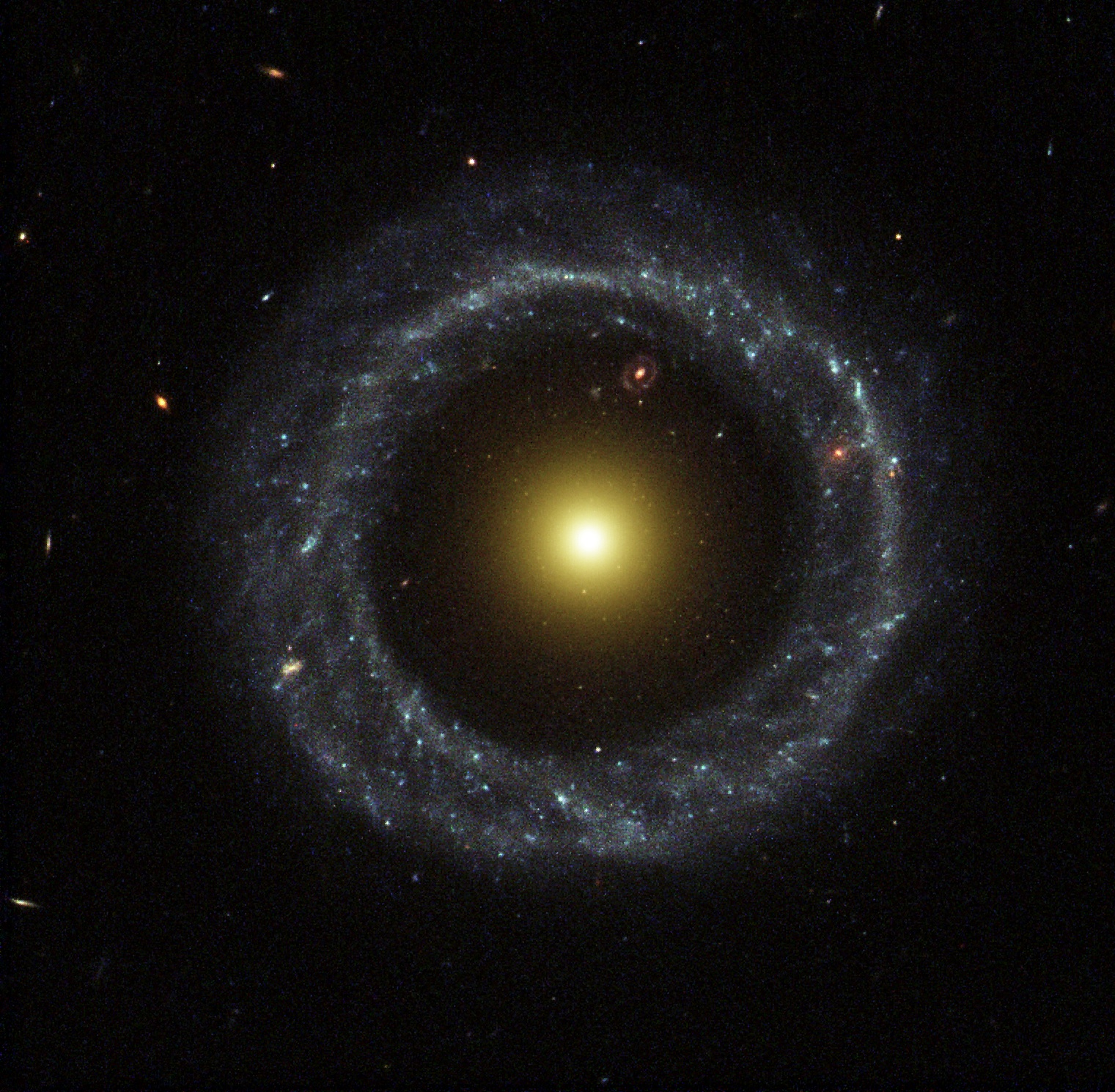
L'objet de Hoag, une galaxie à anneau.
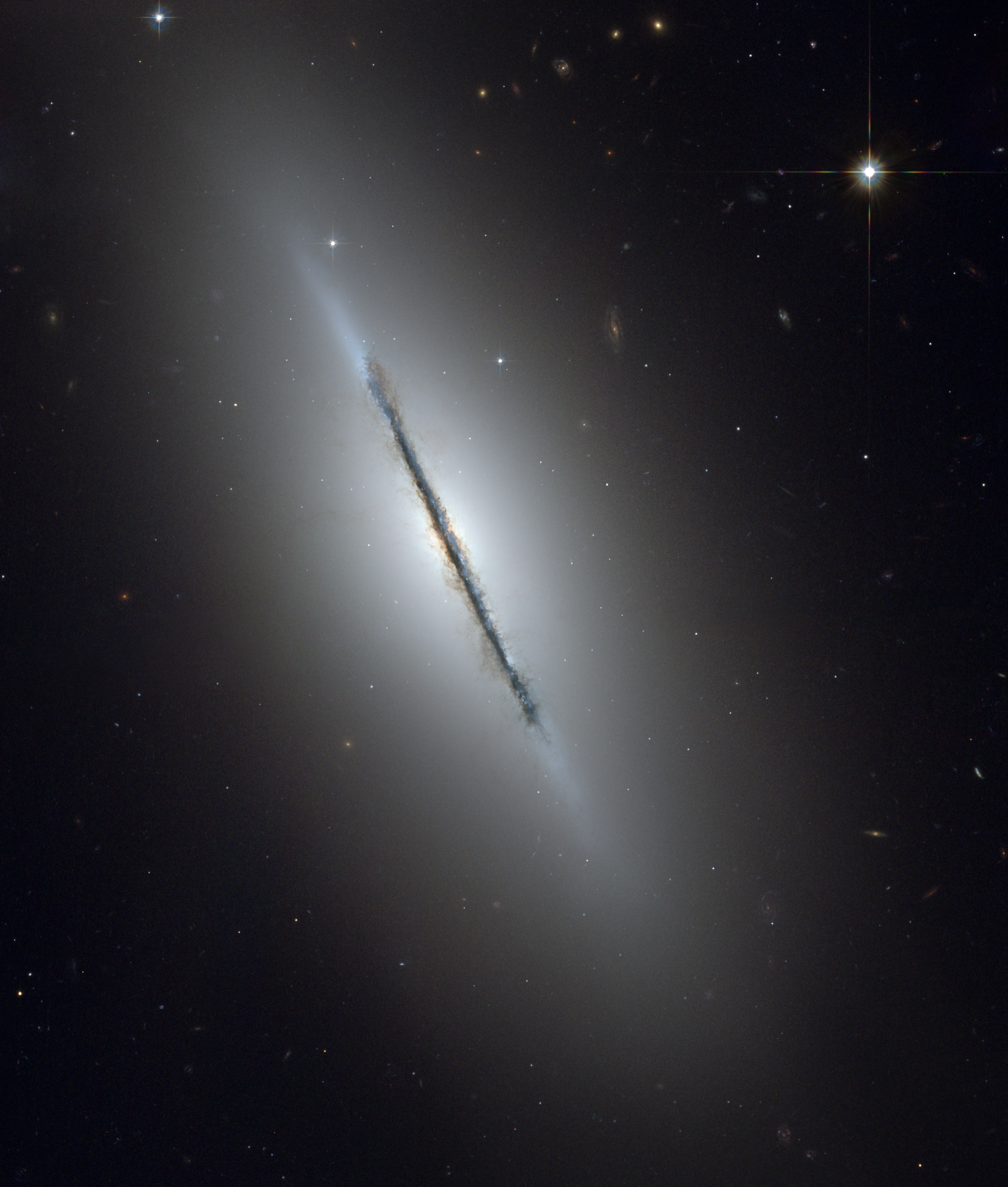
La galaxie lenticulaire NGC 5866.

En plus de morphologies mentionnées ci-dessus, certaines galaxies n'entrent dans aucune de ces catégories. Il s'agit des galaxies irrégulières. Une galaxie Irr-I possède une certaine structure, mais n'est pas clairement apparentée à un type quelconque de la séquence de Hubble. Les galaxies Irr-II ne possèdent aucune structure comparable à quoi que ce soit dans le schéma de Hubble, et peuvent même avoir été déchirées. Des exemples proches de galaxies irrégulières (naines) sont les nuages de Magellan.

### Galaxies naines
En dépit de la prééminence des grandes galaxies elliptiques et spirales, il semble que la plupart des galaxies de l'Univers sont des galaxies naines. Ces galaxies minuscules ont une taille pouvant descendre à 1 % de celle de la Voie lactée et contiennent seulement quelques milliards, voire quelques centaines de millions d'étoiles. Des galaxies naines ultra-compactes font seulement 100 parsecs de long.
La majorité des galaxies naines orbitent autour d'une galaxie plus grande ; la Voie lactée a au moins une douzaine et probablement davantage de satellites nains. Les galaxies naines sont elles-mêmes être elliptiques, spirales, ou irrégulières.

## Rotation des galaxies

Courbe de rotation galactique : prédite (A) et observée (B).

Un graphique représentant la vitesse de rotation de la matière en fonction de la distance entre celle-ci et le centre galactique peut prendre deux formes, la courbe plate B étant la plus répandue. Analysons de plus près les formes des courbes de rotation. L'article cité en donne un grand nombre.
Près du centre galactique, la vitesse est proportionnelle à la distance au centre galactique. La vitesse angulaire de rotation est donc constante comme dans un solide. La courbe devient ensuite parabolique, ce qui correspond à une densité de masse d'étoiles constante. Après le maximum, la courbe est généralement plate, la densité d'étoiles est décroissante. Enfin, très loin du centre galactique où la densité d'étoiles est très faible, on retrouve les lois de Kepler, qui ne peuvent être vérifiées qu'en présence d'étoiles suffisamment lumineuses faisant partie de la galaxie en question. (cf article Matière noire)

## Activités exceptionnelles

### Interaction
La distance moyenne séparant les galaxies dans un amas est relativement petite. Par conséquent, les interactions entre galaxies sont assez fréquentes, et jouent un rôle important dans leur évolution. Lorsque deux galaxies se manquent de peu, elles subissent néanmoins des déformations dues à la force de marée, et peuvent échanger une certaine quantité de gaz et de poussière,.

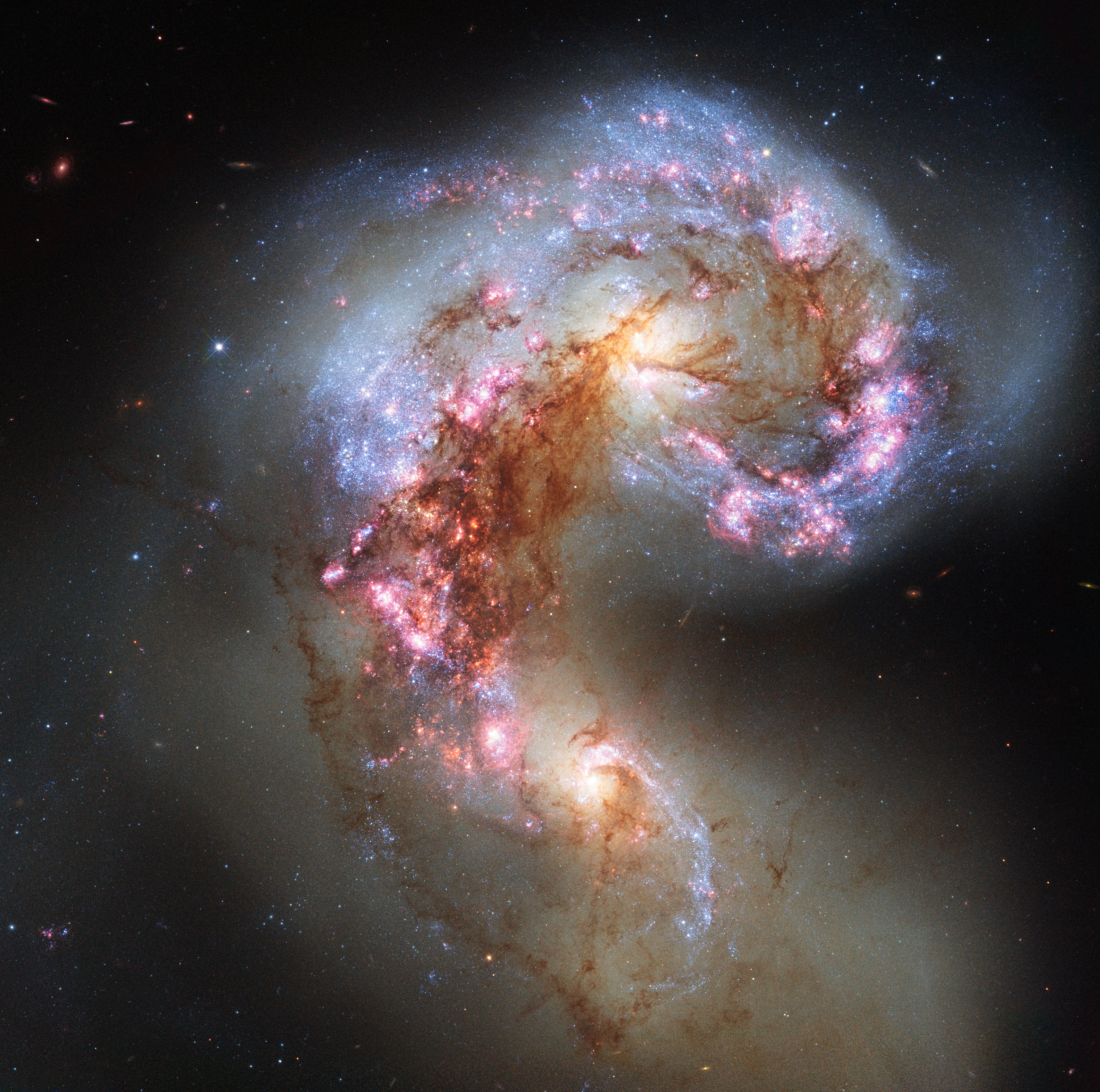
Les galaxies des Antennes, une paire de galaxies en interaction allant probablement fusionner dans 400 millions d'années[42].
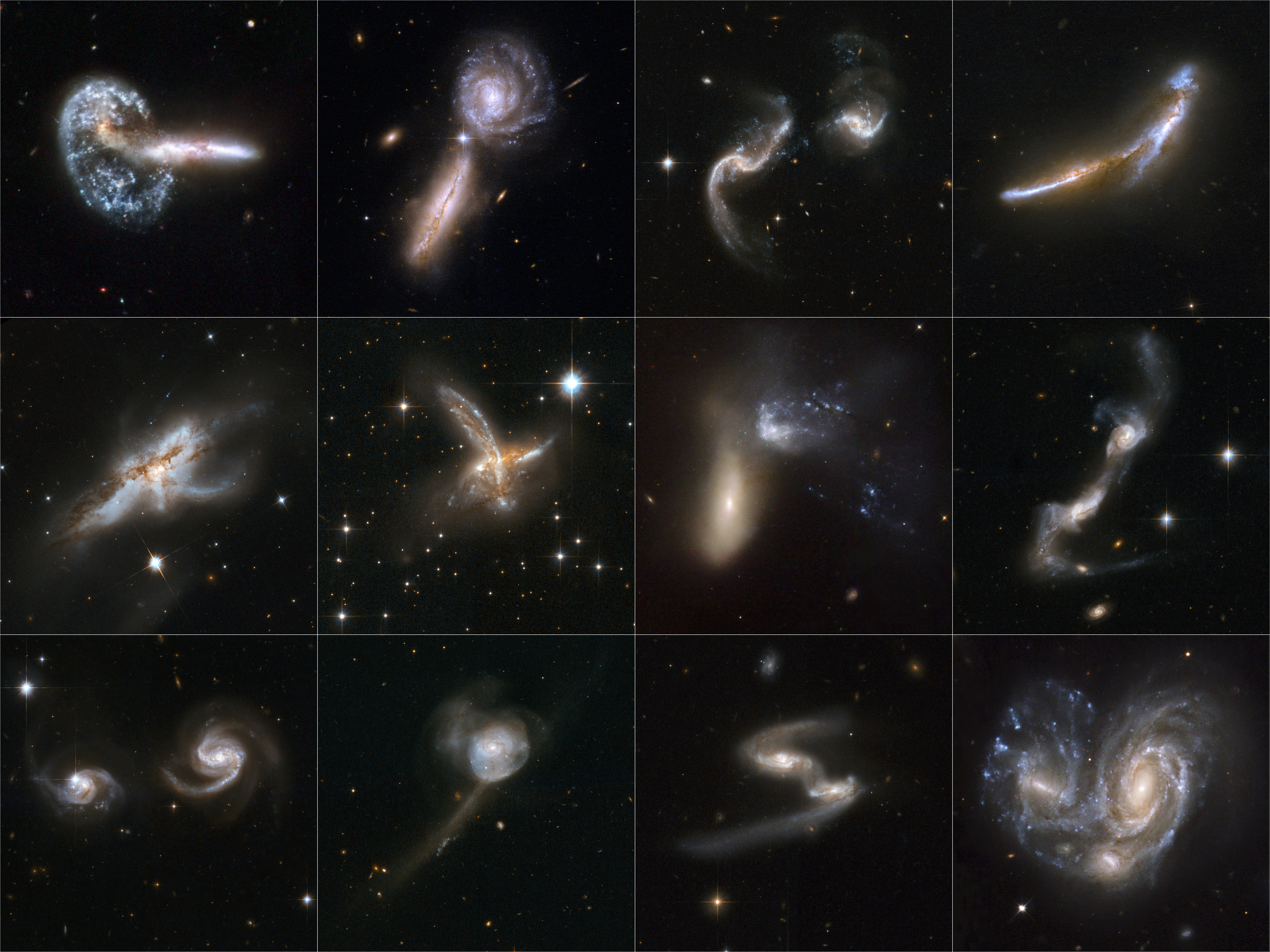
Quelques galaxies en interaction.
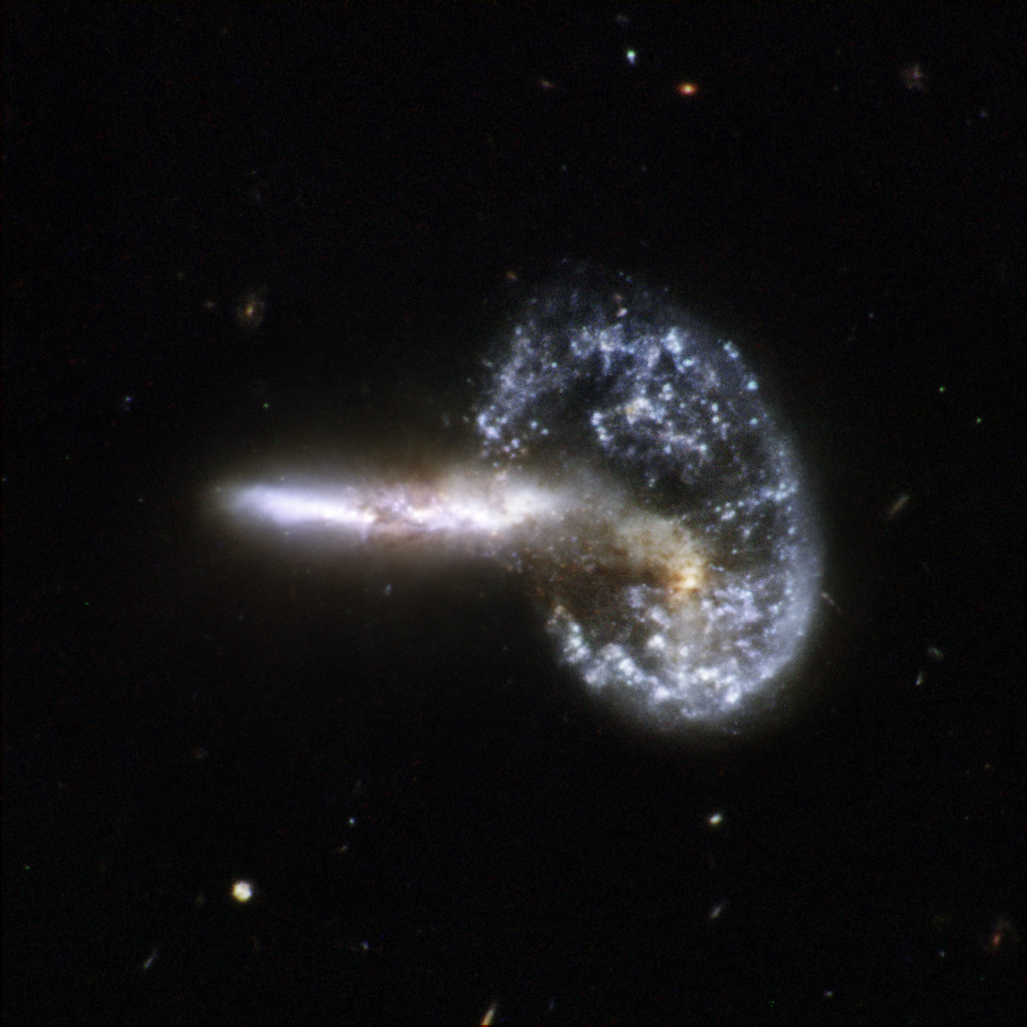
Objet de Mayall, résultant d'une collision entre deux galaxies particulières.

Les collisions se produisent lorsque deux galaxies passent directement l'une à travers l'autre et ont un moment angulaire relatif suffisant pour ne pas fusionner. Les étoiles de ces galaxies en interactions subiront la traversée sans entrer en collision les unes avec les autres. Cependant, le gaz et la poussière présents dans les deux galaxies interagiront. Cela peut déclencher un sursaut de formation d'étoiles car le milieu interstellaire a été dérangé et compressé. Une collision peut sévèrement distordre les deux galaxies, formant des structures s'apparentant à des barres, des anneaux, ou des longues queues,.
L'interaction la plus violente est la fusion galactique. Dans ce cas, le moment relatif des deux galaxies est insuffisant pour leur permettre de se libérer de l'emprise de l'autre et de poursuivre leurs routes. Au lieu de ça, elles fusionneront graduellement pour former une galaxie unique, plus grande. Les fusions apportent d'énormes changements à la morphologie des deux galaxies de départ. Cependant, dans le cas où l'une des deux galaxies est beaucoup plus massive que l'autre, on assiste à un phénomène de cannibalisme. Dans ce cas, la galaxie la plus grande restera relativement inchangée tandis que la plus petite sera déchirée à l'intérieur de l'autre. La Voie lactée est actuellement en train d'absorber de la sorte la galaxie naine du Sagittaire et la galaxie naine du Grand Chien,.

### Sursauts de formation d'étoiles

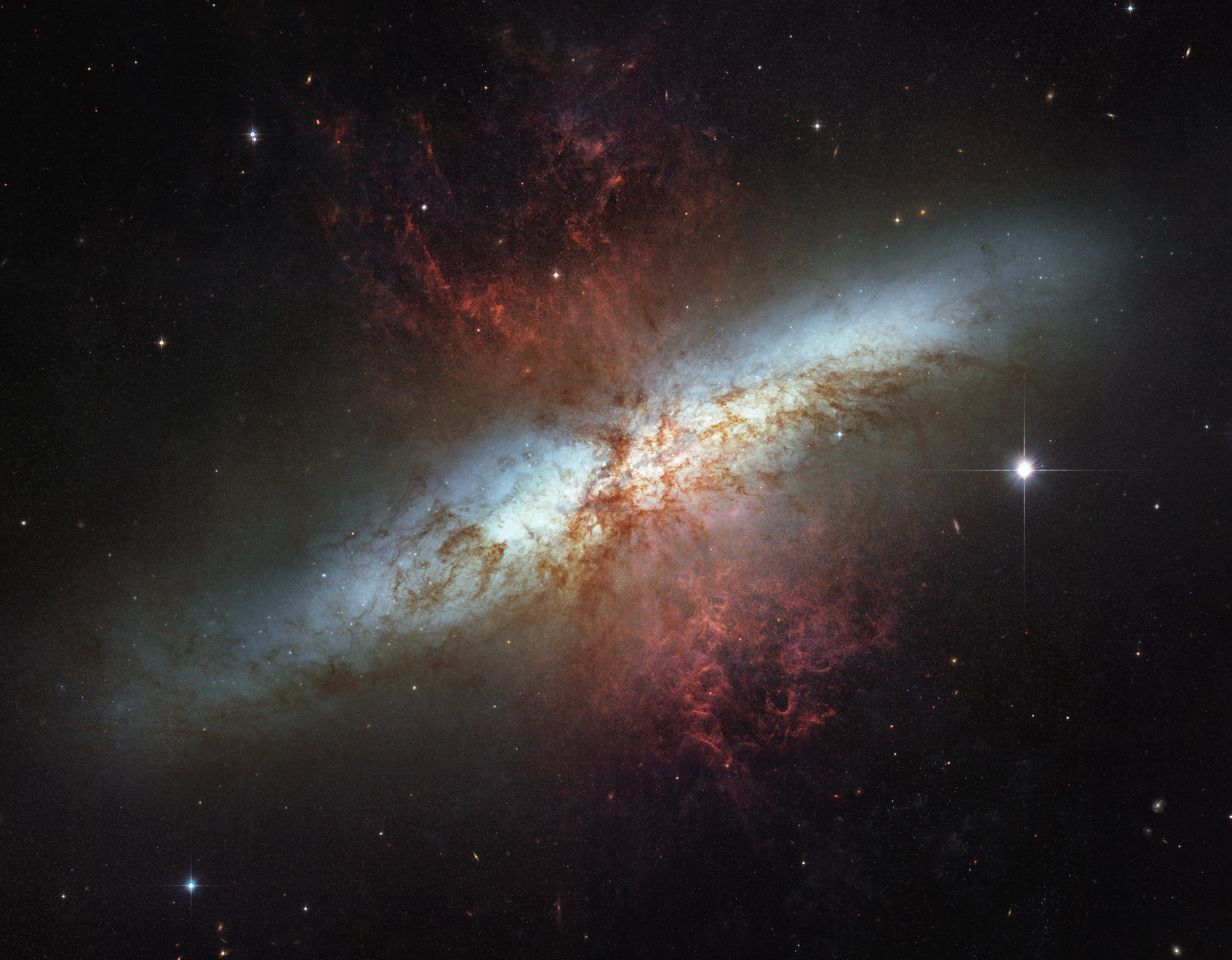
M82 (galaxie du Cigare) est l'archétype des galaxies à sursauts de formation d'étoiles.

Les étoiles sont créées dans les galaxies à partir du gaz froid qui s'est formé dans les nuages moléculaires géants. Certaines galaxies, les galaxies à sursauts de formation d'étoiles, ont un taux de formation d'étoiles vertigineux. Toutefois, si elles continuaient à fonctionner ainsi, ces galaxies épuiseraient leurs réserves de gaz en un laps de temps inférieur à leur durée de vie. Par conséquent, un tel évènement ne dure en général que dix millions d'années, ce qui est relativement court par rapport à l'histoire de la galaxie. Ces galaxies étaient plus communes dans le passé, et contribuent actuellement d'environ 15 % au taux de formations d'étoiles total.
Les galaxies starburst sont caractérisées par de fortes concentrations de gaz et de poussière ainsi qu'un nombre élevé de jeunes étoiles. Les plus massives d'entre elles ionisent les nuages environnants et créent des régions HII. Ces étoiles massives finissent en supernovas, produisant ainsi un rémanent qui interagit avec le gaz environnant. Cela enclenche une réaction en chaîne de formation d'étoiles qui se propage à travers toute la région gazeuse. Un tel sursaut d'étoiles ne prend fin que lorsque le gaz disponible est consumé ou dispersé.
Les starburst sont souvent associés avec les galaxies en interaction ou en fusion. L'exemple-type de galaxie subissant un starburst est M82, qui a récemment interagit avec M81, de taille supérieure. Les galaxies irrégulières présentent souvent des nœuds où le taux de formation est particulièrement élevé.

### Noyau actif

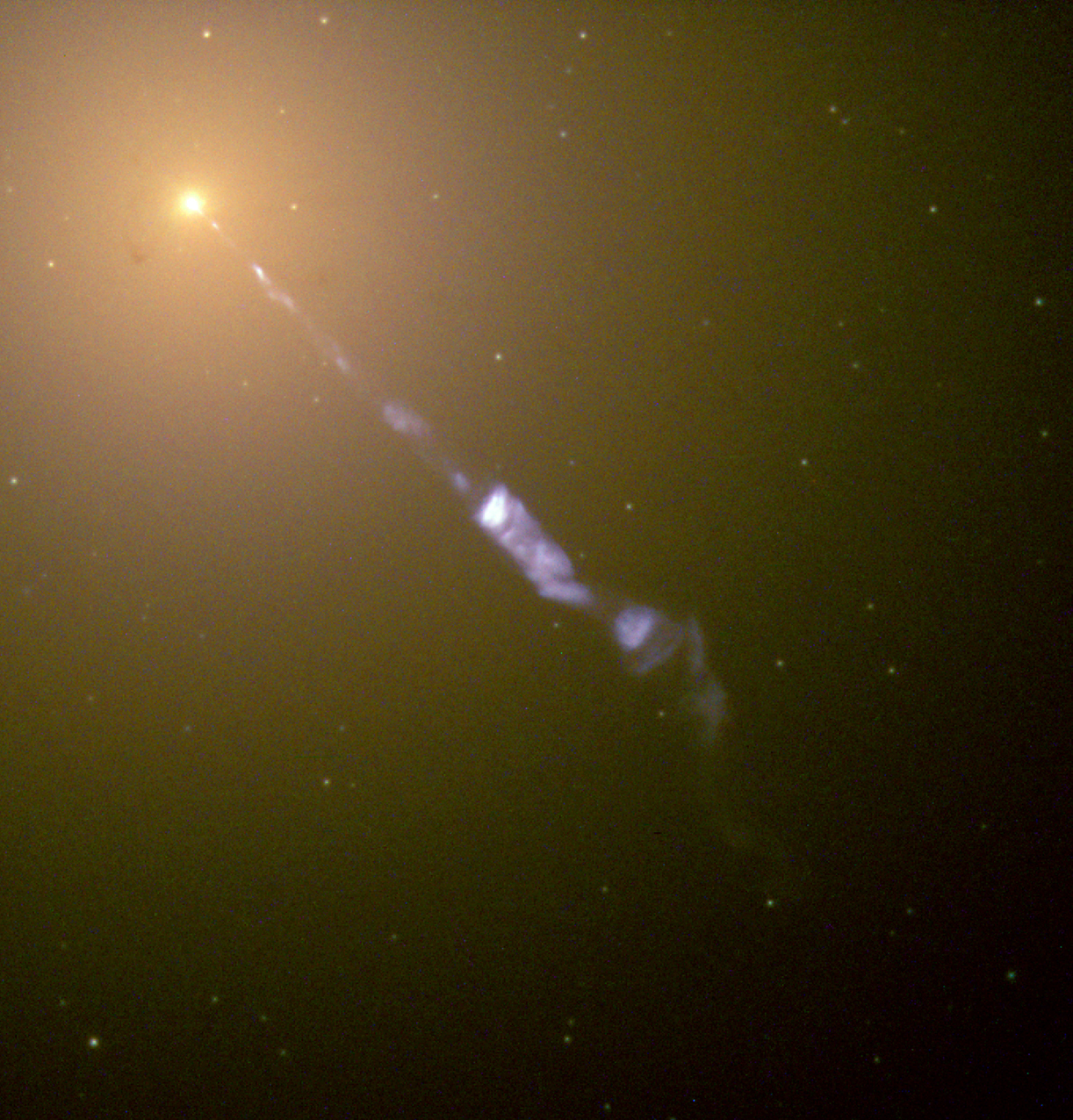
M87, une radiogalaxie elliptique émettant un jet de particules.

Certaines galaxies sont dites actives. Cela veut dire qu'une partie significative de l'énergie totale est émise par des sources autres que les étoiles, la poussière, ou le milieu interstellaire.
Le modèle standard décrivant une galaxie est construit sur le disque d'accrétion présent autour du trou noir supermassif de la galaxie. Le rayonnement issu des galaxies actives provient de l'énergie potentielle gravitationnelle de la matière lorsqu'elle tombe du disque vers le trou noir. Environ 10 % de ces objets présentent une paire de jets de particules dont la vitesse est proche de celle de la lumière.
Les galaxies actives émettant un rayonnement hautement énergétique sous forme de rayons X sont appelées galaxies de Seyfert ou quasars, selon leur luminosité. On pense que les blazars sont des galaxies actives émettant des jets pointés vers la terre. Une radiogalaxie émet un rayonnement situé dans les ondes radio depuis ses jets.
Un modèle unificateur explique que les différences entre les divers types de galaxies actives ne sont dues qu'à l'angle de vue de l'observateur.

## Formation et évolution
L'étude de la formation et de l'évolution galactique permet d'esquisser des réponses aux questions concernant l'évolution des galaxies à travers l'histoire de l'univers. Dans ce domaine, quelques théories sont devenues largement acceptées, mais c'est encore un champ très actif de l'astrophysique. Des travaux récents laissent penser que les premières galaxies se seraient formées plus tôt que prévu (une galaxie lointaine contenant des étoiles âgées de 750 millions d'années se serait ainsi formée 200 millions d'années environ après le Big Bang).

### Formation

Modèle cosmologique du Big Bang.

Les modèles cosmologiques actuels décrivant la formation de l'Univers reposent sur la théorie du Big Bang, selon laquelle l'espace-temps, et avec lui toute la matière et l'énergie composant l'Univers, a jailli dans une expansion sans commune mesure, alors qu'il était comprimé à une taille infinitésimale. Environ 300 000 ans après cet évènement initial, la température a baissé suffisamment pour permettre la formation des atomes d'hydrogène et d'hélium, dans un phénomène appelé Recombinaison. Presque tout l'hydrogène était neutre (non ionisé) et absorbait donc la lumière, les étoiles ne s'étaient pas encore formées ; pour cette raison, cette période porte le nom d'Âge sombre. C'est à partir des fluctuations de densité (ou irrégularités anisotropiques) que les plus grandes structures de la matière ont commencé à se former. Des agglomérations de matière baryonique se sont condensées à l'intérieur de halos de matière noire froide. Ces structures primordiales ont fini par devenir les galaxies que nous observons aujourd'hui.

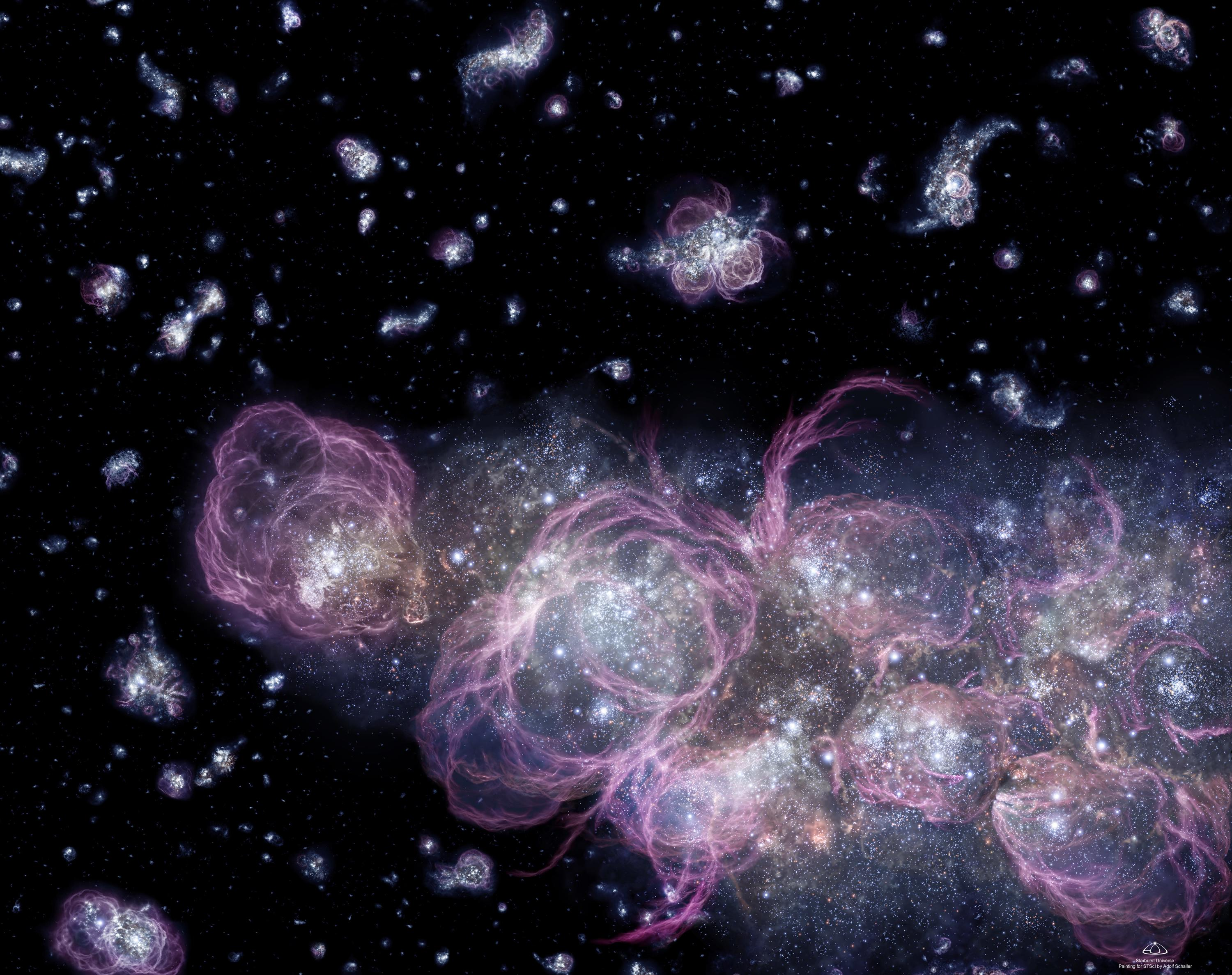
Illustration de protogalaxies en collision moins d'un milliard d'années après le Big Bang.

Des preuves de l'apparence des galaxies primordiales ont été trouvées dès 2006 par la découverte de la galaxie IOK-1, qui présente un décalage vers le rouge de 6,96, ce qui correspond à seulement 750 millions d'années après le Big Bang. En mars 2016, des chercheurs travaillant sur des données du télescope spatial Hubble dans le cadre du relevé GOODS découvrent la galaxie GN-z11, qui présente un décalage vers le rouge de 11,01 et observée alors que l'Univers n'avait que 400 millions d'années. GN-z11 est à ce jour[Quand ?] l'objet le plus ancien et le plus lointain jamais observé,. En outre, une équipe annonce en février 2023 que le télescope spatial James-Webb a détecté, en 2022, six galaxies massives et anciennes formées entre 500 et 700 millions d'années après le Big Bang. Elles posséderaient déjà autant d'étoiles que la Voie lactée, or, elles sont 30 fois plus compactes. L'existence de telles protogalaxies suggère qu'elles ont dû se développer durant l'Âge sombre.

### Évolution

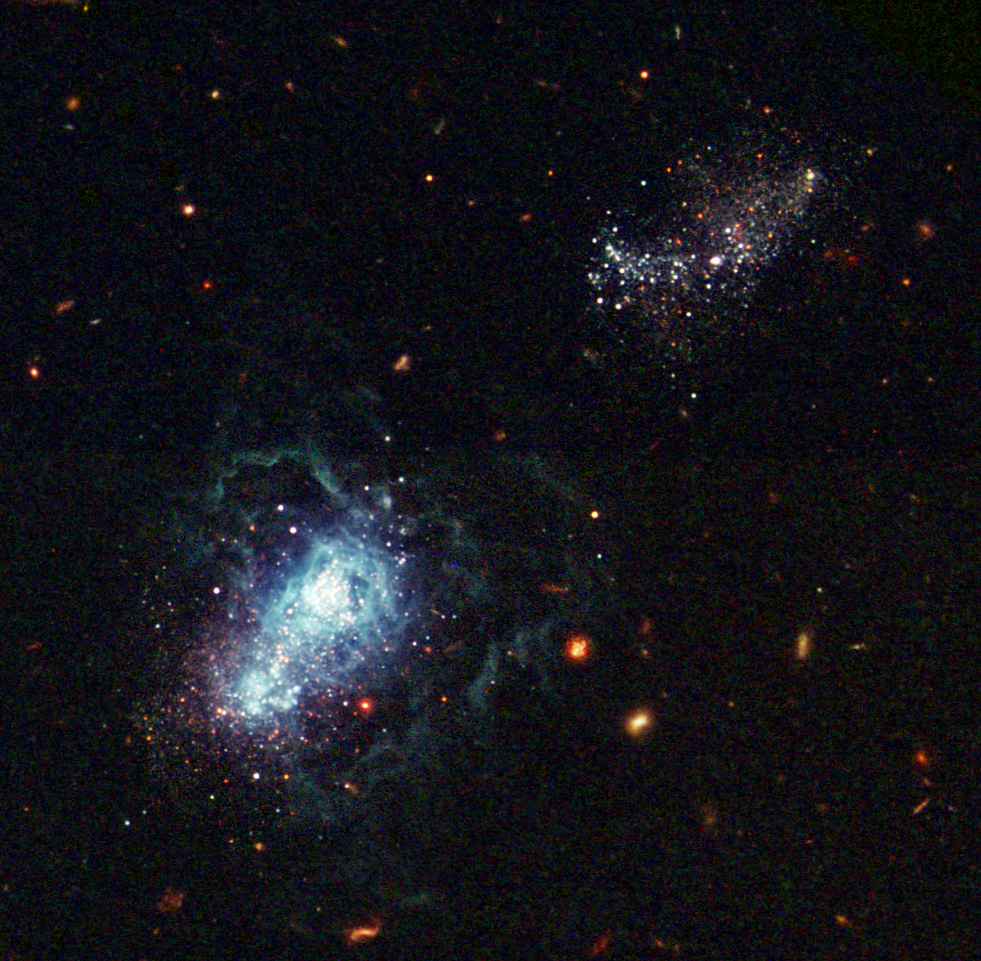
I Zwicky 18 (en bas à gauche) ressemble à une galaxie récemment formée.

Un milliard d'années après la formation de la galaxie, des structures clés commencent à apparaître : des amas globulaires, le trou noir supermassif central et le bulbe galactique constitué d'étoiles de population II. La création d'un trou noir supermassif semble jouer un rôle majeur car il régule activement la croissance des galaxies en limitant la quantité totale de matière ajoutée. Durant cette époque, les galaxies subissent un sursaut majeur de formation d'étoiles.
Durant les deux milliards d'années suivantes, la matière accumulée s'installe dans le disque galactique. Une galaxie continuera d'absorber les matériaux environnants (présents dans les nuages interstellaires rapides et dans les galaxies naines) durant toute sa vie. Ces matériaux se constituent principalement d'hydrogène et d'hélium. Le cycle de naissance et de mort des étoiles augmente lentement la quantité de matériaux lourds, ce qui peut éventuellement mener à la formation de planètes.

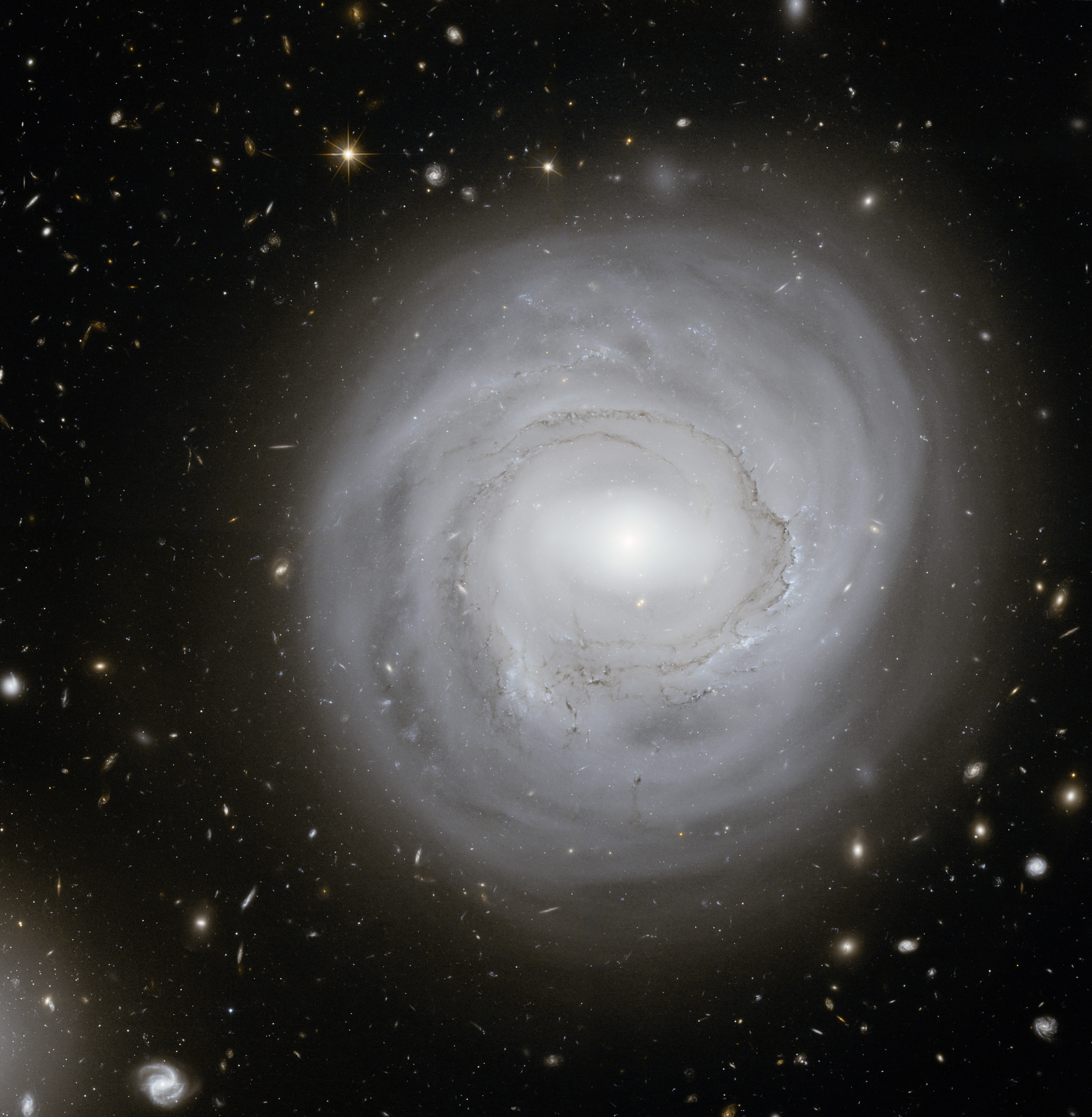
NGC 4921, galaxie anémique de la constellation de la Chevelure de Bérénice.

L'évolution des galaxies peut être fortement affectée par une interaction ou une collision. Les fusions de galaxies étaient fréquentes dans le passé et la majorité des galaxies avaient des morphologies particulières. Étant donné la distance entre les étoiles, la grande majorité des systèmes stellaires ne seront pas dérangés par une collision. Cependant, le déchirement gravitationnel de gaz et de poussière interstellaire produit une longue trainée d'étoiles. De telles structures, causées par la force de marée, peuvent être vues sur les Galaxies des Souris ou des Antennes.
La Voie lactée et la galaxie d'Andromède se rapprochent l'une de l'autre à la vitesse de 130 km/s et entreront en collision dans 4,6 milliards d'années d'après les données actuelles. Bien que la Voie lactée ne soit jamais entrée en collision avec une grande galaxie comme Andromède, le nombre de preuves de collision de la Voie lactée avec des galaxies naines augmente.
De telles interactions à grande échelle sont rares. Dans le passé, les fusions de deux systèmes de tailles égales devinrent moins fréquentes. La plupart des galaxies brillantes sont restées pratiquement inchangées durant les derniers milliards d'années, et le taux net de formation d'étoiles a probablement atteint son maximum il y a approximativement dix milliards d'années.

### Tendances futures

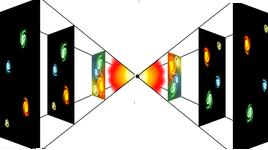
Représentation de la théorie du Big Bounce (ou Univers phénix) : Big Crunch (effondrement terminal) suivi d'un Big Bang (« Grand Boum »).

À présent, la plupart des étoiles se forment dans les petites galaxies, où le gaz froid n'est pas épuisé. Les galaxies spirales, comme la Voie lactée, produisent de nouvelles étoiles tant qu'elles ont des nuages d'hydrogène moléculaire denses. Les galaxies elliptiques déjà en grande partie dépourvues de ce gaz ne forment donc pas d'étoiles. Les réserves de matière créant les étoiles sont limitées : une fois que les étoiles ont converti tout l'hydrogène disponible en éléments plus lourds, la formation de nouvelles étoiles prendra fin.
L'époque actuelle d'étoiles naissantes devrait continuer durant encore cent milliards d'années. Mais l'« Ère Stellaire » s'arrêtera dans dix à cent mille milliards d'années (1013 à 1014, lorsque les étoiles les moins massives (et donc celles qui ont la plus grande durée de vie), les minuscules naines rouges, d'environ 0,08 masse solaire, finiront leur « combustion » et s'effondreront.
À la fin de l'Ère Stellaire, les galaxies ne seront composées que d'objets compacts : des naines brunes, des naines blanches en train de refroidir (qui, une fois froides, deviendront des naines noires), des étoiles à neutrons et des trous noirs ainsi que des planètes et divers planétésimaux. Ensuite, toute la matière tombera dans les trous noirs centraux ou sera dispersée dans l'espace intergalactique,.
La théorie du Big Bounce (ou Univers phénix) est un modèle cosmologique du destin de l'Univers, à base d'un modèle cyclique de succession de Big Bang (« Grand Boum ») et de Big Crunch (grand effondrement terminal).

## Structures à plus grande échelle

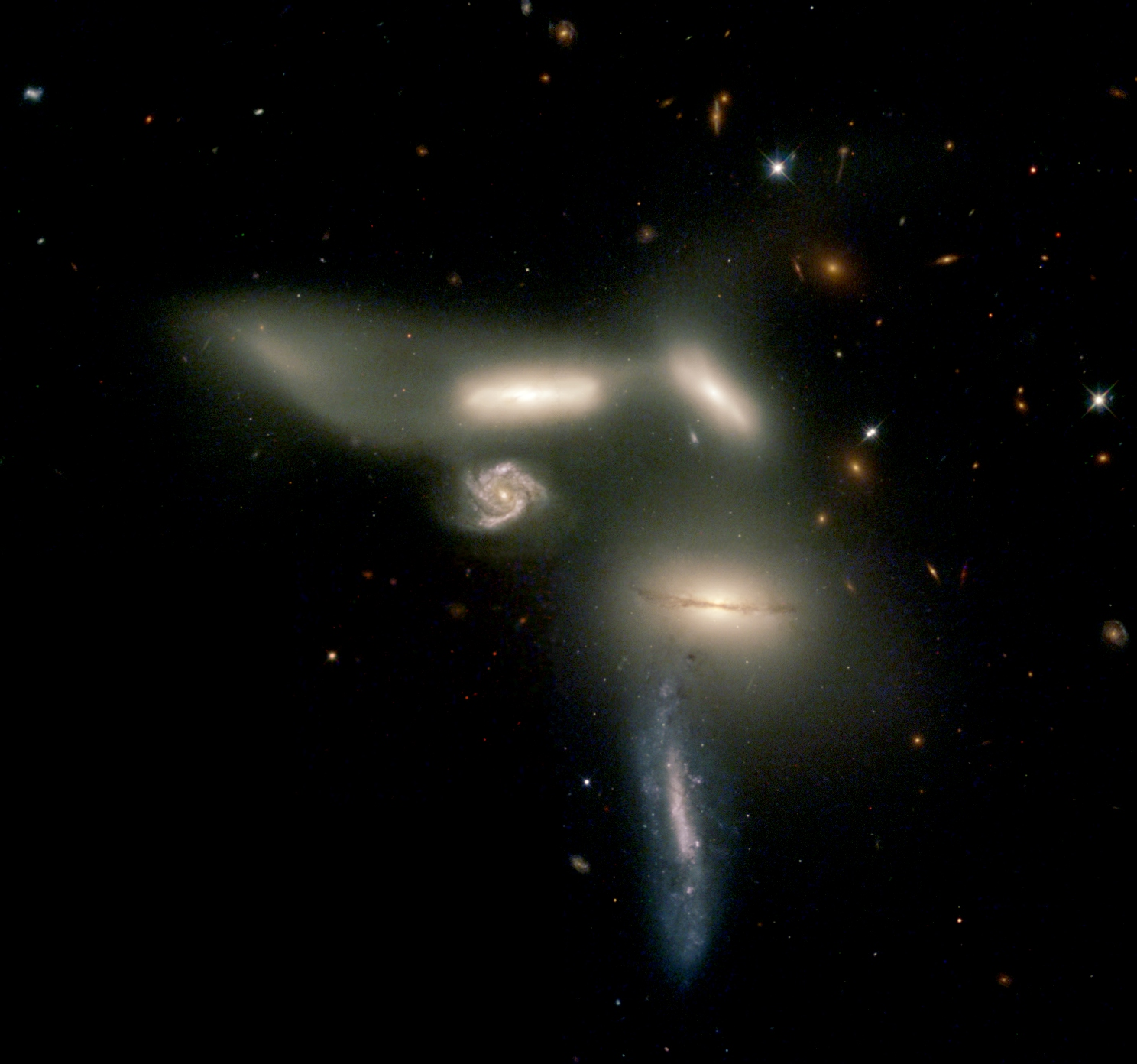
Le Sextette de Seyfert est un exemple de groupe de galaxies compact.

Quintette de Stephan, regroupement de galaxies de la constellation de Pégase.

La plupart des galaxies sont gravitationnellement reliées à d'autres. Les groupes de galaxies sont les types de groupes galactiques les plus courants dans l'Univers et contiennent la majorité des galaxies (et donc la majorité de la masse baryonique) présentes dans l'Univers. Ils comportent quelques dizaines de membres. La Voie lactée fait ainsi partie d'un groupe de galaxies appelé Groupe local dont elle est le membre le plus massif avec la galaxie d'Andromède (M31), ses autres membres étant de masse nettement plus faible.
Lorsqu'une concentration de galaxies contient plus d'une centaine de galaxies situées dans une zone de quelques mégaparsecs, elle est alors appelée amas. Les amas de galaxies sont souvent dominés par une galaxie elliptique géante. Avec le temps, celle-ci détruit ses satellites, qui viennent ajouter leur masse à la sienne, par le biais des forces de marée. L'amas auquel appartient le Groupe local est appelé amas de la Vierge, du nom de la constellation dans laquelle se trouve son centre.
Les superamas contiennent des dizaines de milliers de galaxies, elles-mêmes isolées ou regroupées en amas et en groupes. À l'échelle des superamas, les galaxies seraient disposées en feuilles et en filaments, séparés par d'immenses vides. À une échelle supérieure, l'Univers semble être isotrope et homogène.
Groupes, amas et superamas ne sont pas des structures figées. Les galaxies qui les composent interagissent entre elles et sont susceptibles de fusionner. D'autres galaxies peuvent y naître à partir de la matière présente, non encore condensée en galaxies.

## Observations à longueurs d'onde multiple
Initialement, la majorité des observations se faisaient en lumière visible. Comme les étoiles rayonnent le gros de leur lumière dans ce domaine du spectre électromagnétique, l'observation des étoiles formant les galaxies externes à la Voie lactée est un composant majeur de l'astronomie optique. En outre, elle est également utile à l'observation des régions HII ionisées et des bras poussiéreux.
La poussière présente dans le milieu interstellaire est opaque à la lumière visible. Par contre, elle devient plus transparente dans l'infrarouge lointain ; celui-ci peut donc être utile à l'observation de l'intérieur des nuages moléculaires géants et des noyaux galactiques. L'infrarouge peut aussi être utilisé pour observer les galaxies distantes et décalées vers le rouge qui se sont formées tôt dans l'histoire de l'Univers. Comme la vapeur d'eau ainsi que le dioxyde de carbone absorbent des portions utiles du spectre infrarouge, les observatoires à infrarouges se situent en haute altitude ou dans l'espace.
La première étude non-visuelle des galaxies, en particulier des galaxies actives, fut faite en ondes radio. L'atmosphère est en effet presque transparente aux ondes radio situées entre 5 Hz et 3 GHz (l'ionosphère terrestre bloque le signal en dessous de cette plage). De grands interféromètres radio ont été utilisés pour cartographier les jets émis par les galaxies actives. Les radiotélescopes peuvent aussi être utilisés pour observer l'hydrogène neutre (via la raie à 21 centimètres), incluant potentiellement, la matière non-ionisée des débuts de l'univers qui forma les galaxies en s'effondrant.
Les télescopes à ultraviolet permettent de mieux mettre en évidence les étoiles chaudes, souvent massives et de durée de vie limitée, mettant ainsi en évidence le phénomène de formation d'étoiles dans les galaxies. Dans le domaine des rayons X, on observe la matière beaucoup plus chaude, notamment la distribution du gaz chaud au sein des amas de galaxies, ainsi que des phénomènes énergétiques au sein du cœur des galaxies où se trouve souvent un trou noir supermassif dont la présence est entre autres trahie par l'existence de volutes de gaz très chaud en train d'être englouties par le trou noir central. L'observation en infrarouge utilisant le télescope spatial James-Webb permet de chercher les galaxies situées plus loin encore.

#### Quelques types de galaxies
- Hypergalaxie
- Galaxie binaire
- Galaxie satellite
- Galaxie à sursauts de formation d'étoiles

#### Quelques galaxies
- Voie lactée, notre galaxie
- Groupe local, le groupe de galaxies dont fait partie la Voie lactée et dont les autres principaux représentants sont :
  - Galaxie d'Andromède, ou M31
  - Galaxie du Triangle, ou M33
  - Grand Nuage de Magellan et Petit Nuage de Magellan
  - NGC 6822, la première galaxie hors Voie lactée identifiée comme telle
- Amas de la Vierge, la structure plus vaste dans laquelle s'insère le Groupe local
- UDFj-39546284, la galaxie la plus ancienne détectée
- Listes de galaxies
- Liste de galaxies proches

#### Autres
- Galaxy Zoo
- Formation et évolution des galaxies